# Druga svetovna vojna na Slovenskem
Druga svetovna vojna se je na Slovenskem pričela 6. aprila 1941, ko so sile osi napadle in kmalu zavzele celotno Kraljevino Jugoslavijo, ki ji je pripadala večina Slovenije. 
Zasedeno ozemlje kraljevine so okupirale in med seboj razkosale štiri države: Nemčija, Kraljevina Italija, Madžarska, hrvaški del pa kvizlinška Neodvisna država Hrvaška.
Okupatorji so na okupiranem ozemlju že poleti 1941 začeli izvajati vojne zločine in voditi raznarodovalno politiko, z namenom da izbrišejo slovenski narod. Narodno zavedne prebivalce so izganjali ter jih pošiljali v koncentracijska in uničevalna taborišča. Holokavst nad Judi je bil izveden tudi na Slovenskem. Množično so pobijali civiliste, sploh v okviru organiziranega streljanja talcev. Nemci so na okupiranih območjih vršili tudi prisilno mobilizacijo. S politiko terorja in etničnega čiščenja so okupatorji skušali Slovenijo potujčiti in njene dele priključiti svojim državam.
26. aprila 1941 naj bi pred vojno prepovedana Komunistična partija Slovenije, Krščanski socialisti, Narodni demokrati-Sokoli, in druge levo usmerjene skupine ustanovile Osvobodilno fronto (OF). Njene vojaške enote so predstavljali slovenski partizani. OF je predstavljal slovensko vejo Narodnoosvobodilnega boja (NOB),  odpora proti okupatorjem v Jugoslaviji. Oboroženi odpor se je zaradi okupatorskega nasilja močno razmahnil: odporniško gibanje je bilo v Jugoslaviji močnejše kot kjerkoli drugje v evropskem vojnem zaledju.
Na Slovenskem so bile že pred vojno legalne politične stranke (katoliška, liberalna in socialdemokratska) usmerjene izrazito protikomunistično, nekateri politiki so zagovarjali zavezništvo z Nacisti in fašisti.  Od prvih dni okupacije škof Rožman in mnogi slovenski politiki so izrazili zvestobo ter začeli sodelovati z novo nasilno-nameščeno, fašistično oblastjo, v nasprotju s stališči jugoslovanske vlade v izgnanstvu in zahodnih zaveznikov. Zaradi nasilnega obračunavanja komunistov s svojimi nasprotniki, zlasti z ovajalci, in spoznanja, da so po vojni želeli prevzeti oblast po sovjetskem vzoru, predvojne stranke so OF nasprotovale. Pomladi 1942 so ustanovile lastno ilegalno politično predstavništvo, Slovensko zavezo. Slovenska zaveza je bila uradno podrejena jugoslovanski vladi v izgnanstvu, ki je sprva priznavala izključno četniško gibanje. Vendar je v kolaborantskem taboru dejansko vojaško iniciativo imela katoliška struja.  Da bi uničil partizanstvo, so vojaško kolaboriral z okupatorji in jim ovajal ter izročal slovenske privržence OF.
Čeprav je moč OF vse bolj naraščala, je kolaborantski tabor zavračal sodelovanje z njo, zato se je vpliv KPJ v OF še okrepil, v škodo manj radikalnih skupin. Napetosti med OF in kolaborantskim taborom so se vse bolj zaostrovale. Od februarja 1942 se za razmere na Slovenskem že lahko uporabi izraz bratomorna vojna, saj sta obe strani izvajali nasilje druga nad drugo. Prva proti-partizanska enota je bila Legija smrti. Ko je Mussolini odobril ponudbo Slovenske ljudske stranke za vojno kolaboracijo proti partizanom, so julija 1942 fašistične oblasti ustanovile Prostovoljno protikomunistično milico (PPKM, znano tudi kot Vaške straže), ki je delovala pod poveljstvom italijanske vojske in v katero so slovenske stranke poslale služiti svoje strankarske enote (predvsem katoliška Slovenska legija). Pri nastanku kolaborantskih enot je vodilno vlogo odigrala katoliška cerkev, s škofom Rožmanom na čelu. Te enote so se začele boriti z Italijani, proti partizanom, med Roško ofenzivo, ko so Italijani pobili mnoge partizane, streljali talce, tisoče civilistov poslali v taborišča, sežigali vasi.
Z Dolomitsko izjavo iz februarja 1943 so komunisti v OF popolnoma prevladali. 3. septembra istega leta je Italija kapitulirala. Dotedanje italijansko okupacijsko območje in Primorsko je zasedel Nemčija ter jo preoblikoval v Operacijsko cono Jadransko primorje. Kasneje so partizani uničili četnike pri Grčaricah in PPKM med zavzetjem gradu Turjak. Še v istem mesecu so nacisti v Ljubljani ustanovili domobrance, novo kolaboracijsko gibanje pod poveljstvom SS-a, ki je nadomestilo PPKM. Domobranci so prisegli, da se bodo pod Nemčijo in Hitlerjem borili proti partizanom in zaveznikom. V nemško-domobranskih ofenzivah partizanske izgube so veliko narastle, Črna roka je pa likvidirala pristaše OF. Z nemško okupacijo Madžarske in s tem tudi Prekmurja, marca 1944 je celotna Slovenija prešla pod nemško okupacijo.
Na teheranski konferenci konec leta 1943 so zavezniki jugoslovanske in slovenske partizane priznali kot soborce. S sporazumom Tito-Šubašić leta 1944 pa jih je Jugoslovanska vlada v izgnanstvu priznala kot svojo edino legitimno vojsko. Kljub pozivom jugoslovanske vlade v izgnanstvu, naj se domobranci priključijo partizanom in partizanskim ponudbam amnestije, so domobranci nadaljevali svoj boj na nacistični strani. Po zlomu Nemčije spomladi leta 1945, so partizani v zaključnih operacijah vojne osvobodili Slovenijo,  vključno s Primorsko in Istro, ki sta bili pred vojno del italijanske države. V Prekmurju jih je podprla tudi Rdeča armada.  Partizani so zasedli tudi Trst in del avstrijske Koroške, vendar so se morali na pritisk zahodnih zaveznikov z obeh območij kmalu umakniti.
Nemška vojska v jugovzhodni Evropi se je uradno predala 9. maja v Topolšici, vendar so se prek Slovenije še naprej umikale številne nemške in kolaborantske enote z Balkana, ki so se želele predati zahodnim zaveznikom. Zato so se spopadi zavlekli še v teden po uradni kapitulaciji. Zadnja bitka druge svetovne vojne na Slovenskem in ena izmed zadnjih v Evropi je potekala na Poljani (pri Prevaljah) med 14. in 15. maja 1945. Borile so se pripadniki jugoslovanske 3. armade in slovenske 14. divizije z umikajočo nemško vojsko na Poljani pri Prevaljah tudi uradno končala 2. svetovna vojna. 
Druga svetovna vojna je terjala 84.000 medvojnih slovenskih žrtev. Za 90 % medvojnih žrtev so bili odgovorni okupatorji in kolaborantske enote, za 8 % pa partizani. Po vojni je Zveza komunistov Jugoslavije prevzela oblast, oblasti pa so na Slovenskem obračunale s svojimi nasprotniki, tudi z množičnimi  povojnimi izvensodnimi poboji, ki so terjali 13.781 žrtev (od teh so bili 90% pripadniki kolaborantskih vojaških enot).
Slovenija je s partizansko borbo pridobila Primorsko in se je kmalu po koncu vojne preoblikovala iz Dravske banovine Kraljevine Jugoslavije v Socialistično republiko Slovenijo v okviru Socialistične federativne republike Jugoslavije.

## Okupacija Slovenije

### Razmere pred vojno
V Kraljevini Jugoslaviji je večino slovenskega ozemlja obsegala upravna enota Dravska banovina. Primorsko si je Italija lastila že od konca prve svetovne vojne; italijanske oblasti so Slovence nasilno zatirale in raznarodovali. Večina s Slovenci poseljenega dela Koroške je v skladu s plebiscitom leta 1920 pripadla Avstriji, ki je prav tako vodila raznarodovalno politiko. Z Anschlussom marca 1938 so koroški Slovenci postali prebivalci nacistične Nemčije.
Politično ozračje je bilo v jugoslovanskem delu Slovenije že pred vojno zelo napeto. Absolutno politično prevlado je imela Slovenska ljudska stranka (SLS), ki se je do 30. let prelevila iz katoliške v pretežno klerikalno stranko, ki je ideološko simpatizirala s Hitlerjem in Mussolinijem. Klerikalna struja je ostro nasprotovala liberalizmu in komunizmu, kar je postala osrednja točka njenega političnega delovanja. Na to je vplivala tudi okrožnica papeža Pija XI. Divini Redemptoris (Božanski Odrešenik, 1937) in podpis konkordatov med Vatikanom in fašistično Italijo ter nacistično Nemčijo, ki sta Cerkvi podelila posebne privilegije.
Na zadnjih predvojnih volitvah 1938., SLS je nastopila v koaliciji z velikosrbskimi Radikali Milana Stojadinovića, in dobila 79 % glasov (nekatere stranke so bojkotirale volitve zaradi hudih groženj). Družbeno zmernejša, sekularna politična struja se ni uspela izoblikovati v učinkovito politično silo. Liberalci in socialdemokrati so bili politično obnemogli. Liberalci kot Ivan Hribar in Vladimir Ravnihar so navdušeno podprli centralistično diktaturo Kralja Aleksandra. Krščanski socialisti (npr. Edvard Kocbek) pa so bili izrinjeni iz SLS.
Komunistična partija je bila v Kraljevini Jugoslaviji prepovedana. Zaradi represije, zlasti med diktaturo 1929.-1931. ko so oblasti pobile stotine političnih nasprotnikov, je njeno članstvo do leta 1932 padlo na vsega 200. Ob začetku vojne je imela le obroben politični pomen.
Kot ministra v jugoslovanskih vladah, SLS-ova vodja Korošec in Kulovec sta močno zagovarjala zbližanje z nacistično Nemčijo in potem tudi Trojni pakt. 25. marca 1941 je Kraljevina Jugoslavija pristopila k Trojnemu paktu. Pomembno vlogo pri organiziranju demonstracij proti paktu je odigrala tudi zdesetkana KPJ. V odziv na to so nekateri zahodnim zaveznikom naklonjeni jugoslovanski častniki 27. marca izvedli državni udar. Jugoslavija se je izkazala za nezanesljivega zaveznika, zato jo je Adolf Hitler že istega dne sklenil zasesti.

### Zasedba Dravske banovine
Nemci so napad začeli 6. aprila 1941 iz Avstrije, brez vojne napovedi. LI. armadni korpus nemške vojske je napadel iz Špilja in 8. aprila zavzel Maribor. Do 10. aprila je že prodrl na Hrvaško do Zagreba in Karlovca. XLIX. gorski armadni korpus je napadel preko Pliberka in 11. aprila zasedel Celje, 12. aprila pa Novo mesto.
11. aprila sta se v vojno vključila tudi Kraljevina Italija in Madžarska. V. armadni korpus italijanske vojske je napadel iz Primorske na dan vojne napovedi in še istega dne vkorakal v Ljubljano. XI. armadni korpus je napadel iz Goriške. Italijani so prodrli do Kočevja in nato nadaljevali proti Bosni.
Jugoslovanska vojska je bila obkoljena in mnogo manj napredna od napadalcev. Čeprav je bil njen odpor na splošno slabo voden in izjemno šibak, je bil na Slovenskem močnejši od pričakovanj sil osi. Jugoslovanske enote so zažigale skladišča in rušila infrastrukturo, dokler je ni Narodni svet zaščitil z utemeljitvijo, da hoče zavarovati narodno gospodarstvo. 17. aprila je Kraljevina Jugoslavija kapitulirala.
Čeprav so jugoslovanske vojaške oblasti odklonile zahtevo komunistov po formiranju prostovoljnih enot, se jih je okoli 3000 zbralo v Novem mestu. Deloma so jih napotili proti Zagrebu, deloma pa proti jadranski obali. Večina se jih je vrnila domov po razglasitvi Neodvisne države Hrvaške (NDH).

### Okupacijski sistem
Ozemlje nekdanje Dravske banovine, slovenske pokrajine v kraljevini Jugoslaviji, so si razdelile štiri države sil osi. Nemci so zasedli Gorenjsko, Štajersko, Zasavje, severozahodni del Prekmurja in severni del Dolenjske, Italijani Notranjsko,  večino Dolenjske in Ljubljano (tako imenovano Ljubljansko pokrajino), Madžari pa večino Prekmurja. Posamezna naselja od Bregane do bližine Brežic je okupirala Neodvisna država Hrvaška.
Vsak od okupatorjev si je prizadeval potujčiti slovensko prebivalstvo z raznimi raznarodovalnimi ukrepi. Prav tako so želeli nova ozemlja čim hitreje priključiti svojim državam. Italijani so okupirano ozemlje priključili 3. maja 1941, Madžari 16. decembra 1941, Hrvati pa 15. avgusta 1941. S tem so okupatorji kršili mednarodno pravo, ki ne dovoljuje priključitev v vojni zasedenega ozemlja pred sklenitvijo mirovne pogodbe.
Že 26. aprila 1941 je vodja nacistične Nemčije Adolf Hitler osebno obiskal Maribor. Štajerski guverner Sigfried Uiberreither je 28. aprila v govoru izjavil, da mu je Hitler naročil, naj napravi deželo spet nemško. Nemčija je pred priključitvijo okupiranih ozemelj želela njihovo upravo prilagoditi sosednjim avstrijskim deželam. Gorenjsko in Mežiško dolino so želeli priključiti Koroški, Spodnjo Štajersko pa avstrijski deželi Štajerski. Razmah odpora proti okupatorju je priključitev preprečil. Gorenjska in Štajerska sta kljub temu de facto postali del Tretjega rajha. Vpeljan je bil nacistični družbeni red z raznarodovalnimi, rasnimi in drugimi nacističnimi zakoni ter vojaško obvezo.
Okupacija je temeljito spremenila življenje prebivalstva. Ker je bilo osnovne živilske potrebščine mogoče kupovati le na karte, se je razmahnil črni trg. Gibanje je bilo omejeno z uvedbo policijskih ur in obvezne uporabe prepustnic, nanj pa so vplivale tudi nove meje.

### Raznarodovalna politika
Vsem trem okupatorjem je bil skupen namen izbrisati slovenski narod kot etnično skupnost, pri čemer so se razlikovali glede časovnega roka, ko bi ta cilj dosegli, in tudi glede načina.

#### Nemška politika
Okupatorji so na Slovenskem izvajali etnično čiščenje in ponemčevali prebivalstvo. Nemci so prepovedali uporabo slovenskega jezika v šolah in javnih ustanovah ter spremenili slovenska osebna imena, krajevna imena in imena ulic v nemška. Zapirali so slovenske knjižnice, sežigali slovenske knjige in uničevali slovenske spomenike. Ukinjali so slovenska društva in organizacije, tudi cerkvene, ter njihovo premoženje zaplenili. Odrasle so vpisovali v Štajersko domovinsko zvezo (Steireischer Heimatbund) ali v Koroško ljudsko zvezo (Kärntner Volksbund), ki so tudi imele tudi ponemčevalno nalogo, ter v njune oborožene oddelke. Poleg zaplenitev premoženja izgnancem in družinam partizanov ter talcev so Nemci zaplenili tudi veliko večino podjetji, ki so bila v privatni lasti Slovencev ali v državni lasti (industrijska podjetja, rudniki, banke, zavarovalne družbe, zadruge časopisi itd.).
Že 12. aprila 1941 je Reinhard Heydrich, poveljnik nemške tajne službe Sicherheitsdienst in eden glavnih načrtovalcev holokavsta, ustanovil urad za izgon Slovencev. 21. aprila je izdal povelje za izgon 260.000 Slovencev v Srbijo. Nemške oblasti so začele izganjati intelektualce, učitelje, duhovnike in priseljence iz leta 1918 (predvsem Slovence, ki so s Primorske pobegnili pred fašizmom). Vsem izgnancem so zaplenili premoženje: s seboj so jim dovolili vzeti le 30 kg osebne prtljage in manjšo količino denarja. Nemci so izganjali slovenske učitelje in jih nadomeščali z nemškimi. Izgnali so tudi 448 slovenskih duhovnikov (skoraj vse na nemškem okupacijskem območju) in namesto njih v župnije nastavili nemške. Zaradi odporniškega gibanja Nemci so namenjeni izgon le delno realizirati - izgnanih je bilo okoli 80.000 Slovencev, med njimi 20,000 otrok mlajših od 10 let. Vodja SS Heinrich Himmler je nato izgone ustavil: nameraval jih je izvesti po koncu vojne. Dodaten ponemčevalni ukrep je bilo priseljevanje Nemcev iz italijanske okupacijske cone, predvsem s Kočevskega. V glavnem so jih naseljevali na južno mejo Štajerske, da bi tam oblikovali etnično tamponsko cono pred »slovanskimi hordami«.
V okviru programa Lebensborn so Nemci avgusta 1942 v zbirnem centru v Celju (danes I. osnovna šola Celje) več kot 600 otrok nasilno odvzeli materam in jih poslali v tujino, kjer so postali rejenci nemških družin in so bili vzgojeni v Nemce. Nekatere otroke so tudi umorili.

#### Italijanska politika
Kraljevina Italija je že pred drugo svetovno vojno vodila politiko poitalijančevanja Slovencev, ki so živeli zahodno od rapalske meje.
Po prvi svetovni vojni je bilo, na podlagi rapalske pogodbe (1920), dodeljeno Kraljevini Italiji vse etnično mešano območje (Kanalska dolina, Beneška Slovenija, Spodnje Posočje z Gorico, Tržaška in severna Istra), kjer je poleg Italijanov prebivalo približno 155.000 Slovencev, in poleg tega še pretežno s Slovenci naseljen ostali del Primorske (Bovec, Kobarid, Tolmin, Srednje Posočje z Idrijo, slovenski Kras s Postojno in Ilirsko Bistrico vred), kjer je prebivalo približno 185.000 prebivalcev.
Slovenščina je bila na vse načine izpodrinjena iz javnega življenja, prepovedana v vseh šolah in javnih ustanovah, slovenska osebna imena in priimki so bili na silo spremenjeni v italijansko obliko. Mladi Primorci so bili med drugo svetovno vojno mobilizirani v posebne batljone italijanske vojske. Skupine italijanskih nacionalistov in fašistov so nenehno razgrajale primorskih in istrskih mestih, da bi ustrahovale Slovence; fašistični zločinci so jih nekaznovano preganjali in  ter uničevali njihovo imetje.
V medvojnem obdobju se je 100.000 Slovencev in Hrvatov s Primorske izselilo, italijanske oblasti pa so doseljevale Italijane, predvsem iz južne Italije. Mnogi primorski Slovenci so bili med drugo svetovno vojno mobilizirani v italijansko vojsko.
»Ko se srečamo s tako raso, kot je slovanska - manj vredna in barbarska - ne smemo proti njej izvajati politike sladkorčkov, temveč politiko palice ... Ne bojimo se več žrtev ... Meje Italije morajo potekati po Brennerju, po Snežniku in po Dinarskem gorstvu ... Mislim, da se sme žrtvovati 500.000 barbarskih slovanov za 50.000 Italijanov.«— Iz govora Benita Mussolinija v Pulju 22. septembra 1920
| |  |  |  |  |
| Gramozna jama v Ljubljani je kraj, kjer so italijanske okupatorske sile v letih od 1942 do 1943 streljale slovenske talce. Ustreljeni talci so bili izbrani naključno med aretiranci pouličnih obhodov italijanskih vojaških patrulj, brez sojenja, brez dokazane krivde, z utemeljitvijo, »da so zagotovo krivi komunistične aktivnosti, ker v predpisanem času 48 ur niso bili odkriti povzročitelji partizanskih akcij«. |  |  |  |  |

V Ljubljanski pokrajini so Italijani vodili blažjo politiko, vendar je bila "prvotna italijanska blagost zgolj bolj postopna pot italijanizacije in vključevanja Ljubljanske pokrajine v fašistični sistem". Prepovedali so slovenske politične organizacije, vendar sprva še ne kulturnih. Javne ustanove so bile dvojezične (italijansko in slovensko), v šole je bil uveden pouk italijanščine, vendar slovenščina ni bila prepovedana. Ustanovljen je bil Sosvet (Consulta), ampak so slovenski politiki v njem kmalu uvideli, da fašistične oblasti niso nameravale Slovencem pustiti niti svetovalne vloge. Uradniški aparat je bil fašiziran, ustanovljene so bile fašistične organizacije, na nekatera območja (npr. Kočevsko) so naseljevali Italijane.
Po vstaji, Italijani so množično pošiljali Slovence v koncentracijska taborišca, streljali jih kot talce, ter na sestanku italijanskih generalov z Mussolinijem 31. julija 1942 v Gorici, sklenili izgnati vse Slovence iz Ljubljanske pokrajine, ter jih nadomestiti z Italijani, če bo potrebno.
«Bisogna sterminare tutti i maschi di questa stirpe maledetta!»
(Pokončati je treba vse moške tega prekletega plemena!)— Benito Mussolini, Gorica 31. julija 1942

#### Madžarska politika
Madžarski okupator ni priznaval obstoj slovenskega naroda. Že nekaj dni po okupaciji so izdali uredbo ki navaja: “Na osvobojenem ozemlju se mora delati razlika med domačim prebivalstvom in priseljenci oziroma kolonisti.” Za domače so imeli tiste ki so živeli na teritoriju “Velike Madžarske” pred 31.oktobrom 1918. Vse druge so prištevali med priseljence, ki jih je treba izgnati iz države. Madžarski okupator je Slovence razglašal za “Vende” in izvajal ukrepe da bi jih čim hitreje pomadžaril. Izganjal je prišleke, zlasti izobražence in koloniste, odpustil je vse slovenske uradnike in učitelje in jih nadomestil z madžarskimi, slovenski pouk v šolah je ukinil, uvedel madžarske šole, zatrl slovenski tisk..
Aretirane so pri zasliševanjih tepli z žilavkami po vsem telesu, podplatih in spolovilih, jih zvezali, jim ruvali lase in nohte, izbijali zobe, mučili z žarečim železom, itd. Slovence so zapirali, internirali, izganjali, konfinirali, pošiljali na prisilno delo, ubijali, slovensko moško prebivalstvo prisilno mobilizirali. Madžari so zaprli 461 oseb, izgnali in odpeljali v internacijo 1.259 Slovencev, na prisilno delo so odvedli 7.211 Slovencev, v ujetništvo so zajeli 1.052 oseb, konfinirali 62 oseb in prisilno mobilizirali 10.164 moških. Iz okraja Murska Sobota je madžarski okupator interniral in deportiral 284 Slovencev, ki so bili internirani predvsem v taborišča Bergen-Belsen, Dachau, Auschwitz, Ravensbruck. Iz okraja Dolnja Lendava pa jih je okupator interniral 587 oseb v taborišče Sarvar.

### Okupatorski zločini
Že 9. junija 1941 so Nemci v okviru programa Aktion T4 iz psihiatričnih bolnišnic na svojem okupacijskem območju odpeljali okoli 600 duševnih bolnikov. Usmrčeni so bili v plinskih celicah na gradu Hartheim v bližini Linza.

##### Izgoni Slovencev
Takoj po okupaciji so se vrstile množične aretacije slovenskih izobražencev. Mnogo je bilo izgnanih. Skupno je bilo izgnanih 80.000 Slovencev. Prvo so Nemci 1941. pred komisijami rasno in politično pregledali in ocenili skoraj vse prebivalstvo Štajerske, Gorenjske in Mežiške doline. Rasne ocene so bile: I – čisto nordijska, II – pretežno nordijska s primesjo dinarske in zahodne, III – manj izravnavani mešanci s pretežno dinarskim in z vidnimi vzhodnimi znamenji, IV – neizravnani mešanci, čisto vzhodna, osebe z neevropsko primesjo, tujekrvni (prednjeazijska, orientalska, negroidna, mongoloidna), poleg tega že na prvi pogled opazni hudo dedno bolni. Skoraj nič ljudi ni prišlo v I. rasno skupino, le malo jih je prišlo v II., medtem ko jih je mnogo prišlo v III. in IV. Na osnovi teh rasnih pregledov so komisije določile, da je izgon Slovencev upravičen in utemeljen.

##### Koncentracijska taborišča
Tako Nemci kot Italijani so izvajali internacije, Nemci med drugim v Dachauu, Ravensbrück in Auschwitz, Italijani pa zlasti v koncentracijska taborišča Rab in Gonars. Okoli 26.000 Slovencev iz Ljubljanske pokrajine (vsak dvanajsti prebivalec) je bilo poslanih v italijanska koncentracijska taborišča, med njimi na tisoče žensk in otrok. Po Himmlerjevem osebnem ukazu so Nemci aretirali sorodnike partizanov in talcev. Tako so med 3. in 6. avgustom 1942 v Celje prepeljali 1.262 oseb. Potem ko so v noči na 9. avgust materam odvzeli otroke, so moške in ženske odpeljali v koncentracijsko taborišče Auschwitz-Birkenau. Otroke, ki so jih najprej rasno pregledali, so 10. avgusta odpeljali v taborišče organizacije Lebensborna pri Gradcu, nato pa v razna druga taborišča, bolehne in starejše od 55 let pa v razna taborišča za bolne in onemogle ljudi.
Skupaj je bilo v nemških in italijanskih koncentracijskih taboriščih interniranih več kot 65.000 Slovencev. V koncentracijskih taboriščih, na prisilnem delu ali v izgnanstvu je življenje izgubilo najmanj 13.169 Slovencev, od teh 85-90% civilisti. Večinoma je šlo za sorodnike partizanov. Med žrtvam nemških in italijanskih taborišč je bilo najmanj 949 slovenskih otrok - 680 dečkov in 296 deklic.
V Mariboru, v Melju, so Nemci že do junija 1941 vzpostavili Stalag XVIII-D (tudi Stalag 306), koncentracijsko taborišče za zavezniške vojne ujetnike. Razmere v njem so bile brutalne: v zlasti hudem obdobju od 1. januarja do 1. aprila 1942 je tu življenje izgubilo 5021 sovjetskih vojnih ujetnikov.

##### Streljanja talcev
Ko se je partizansko gibanje jeseni 1941 nekoliko okrepilo, so najprej Nemci, kasneje pa še Italijani pričeli izvajati represalije, usmrčevanje talcev kot povračilni ukrep za dejanja odpora. Prvi talci so bili usmrčeni 10. oktobra 1941, ko je bilo zaradi partizanskega napada na Šoštanj ustreljenih 10 talcev. Takratno mednarodno pravo je represalije sicer dopuščalo, vendar le v razmerju en talec na eno žrtev. Na Gorenjskem in Štajerskem so Nemci ustrelili po pet talcev za ubitega Slovenca v nemški službi in po deset talcev za enega ubitega Nemca. Na smrti funkcionarjev so se odzvali z usmrtitvijo še večjih števil talcev. Po umoru Marka Natlačena so Italijani ustrelili 24 talcev. Kot povračilni ukrep za uboj visokega nemškega funkcionarja so Nemci na Frankolovem usmrtili celo 100 talcev. V letu 1941 je bilo usmrčenih 360 ljudi, v letu 1942, ki predstavlja vrhunec okupatorskega nasilja, pa 1.367. Poleti 1942 sta se zgodila pomora v Starem piskru v Celju (100) in pa največje represalije sploh v Mariboru (143 žrtev). Talce so nacisti usmrčevali še aprila 1945. Skupaj kot talci in v okupatorskih in kolaborantskih zaporih jih je bilo usmrčenih 4.886.

##### Požiganja vasi
Okupatorji so kot povračilni ukrep tudi požigali posamezne domačije ali celotne vasi ter preganjali, mučili in izganjali svojce partizanov. Prvo vas je nemški okupator uničil 20. septembra 1941; to je bila Rašica nad Ljubljano, katere prebivalci so bili izgnani v NDH. Prve prebivalce vasi pa je pobil in trupla pometal v ogenj januarja 1942 v Dražgošah, ko so pobili 41 domačinov, vas pa do tal porušili, vse preživele poslali v zapor v Šentvidu. Samo v enem mesecu poleti 1942. na Gorenjskem, Nemci so požgali 11 vasi, v nekaterih vaseh so moške prebivalce stare nad 15 let postrelili in njihova trupla zmetali v ogenj, ženske in otroke pa izselili.

#### Prisilna mobilizacija
Nemci so na okupiranih ozemljih izvajali prisilno mobilizacijo prebivalstva v nemško vojsko, kar je bilo v nasprotju z mednarodnim pravom. 70.000 Slovencev je bilo prisilno mobilizirano v nemško vojsko, 10.000 v madžarsko, plus še dodatnih Primorcev v italijansko. Žrtve med slovenskimi mobiliziranci se ocenjuje na več kot 12.944, večina jih je padla na ruski fronti.
Vse skupaj, okupatorji, s pomočjo domačih sodelavcev, so pobili, spravili v koncentracijska taborišča in izgnali čez 200.000 Slovencev,

#### Holokavst
Ob začetku druge svetovne vojne je bilo na Slovenskem skupaj okoli 1500 Judov. Judovska skupnost na Slovenskem je bila že v Kraljevini Jugoslaviji deležna naraščajočega antisemitizma, sploh antisemitistične propagande v katoliškem tisku. Že pred vojno je leta 1940 slovenski politik Anton Korošec uvedel dva antisemitska zakona, ki sta prepovedovala Judom delovanje v živilski industriji in omejila število judovskih dijakov in študentov v srednjih in višjih šolah. Predvojni antisemitizem se je na Slovenskem med okupacijo še naprej odražal, zlasti pri domobrancih, ki so bili izrazito antisemitistična organizacija.
“Židovstvo hoče zasužnjiti ves svet. Zasužnjiti bi ga moglo, če bi narode tudi gospodarsko uničilo. Zato je pognalo narode v vojno, da se uničujejo in s tem služijo židovskim koristim. Najzvestejši izvrševalec židovskih ukazov sta komunizem in liberalna demokracija. Obe ideji so ustvarili židje za nežidovske narode. Tudi slovenski narod hoče židovstvo z moralnim razkrojem in obubožanjem spraviti na kolena.”— Navedek iz časopisa Slovensko domobranstvo, 1944
Med vojno je bil holokavst izveden tudi na Slovenskem. Eden glavnih snovalcev holokavsta (nekateri zgodovinarju mu pripisujejo tudi idejo plinskih celic) je bil Odilo Globocnik (tudi Odilo Lotario Globočnik), visok nacistični funkcionar slovenskega rodu (po rodbinskemu imenu). Judje v nemški in italijanski okupacijski coni so bili takoj po okupaciji internirani. V Ljubljani se je 32 Judom uspelo skrivati do septembra 1944, ko jih je v obširni akciji aretirala domobranska policija in jih predala Nacistom. Poslani so bili v Auschwitz, kjer je bila večina umorjenih.
Več kot polovica slovenskih Judov je živela v Prekmurju. Tamkajšnje madžarske okupacijske oblasti so sprejemale vse ostrejše protisemitske ukrepe, niso pa judovske skupnosti uničile. Holokavst je prekmurske Jude prizadel šele po nemški okupaciji Madžarske 12. marca 1944. Nove nemške okupacijske oblasti so 26. aprila 1944 zbrale 376 Judov in jih internirale, oktobra in novembra sta sledili še po ena manjša skupina. 85 % prekmurskih Judov je bilo umorjenih v plinskih celicah v uničevalnem taborišču Auschwitz. Preživelo jih je le 63.
Nekateri slovenski Judje so se rešili z begom med partizane. Za razliko od glavnega, desnega poljskega odporniškega gibanja ki ni sprejelo Jude v svoje vrste, partizani so sprejemali Jude. Zgodovinar Ivo Goldstein piše da samo v NDH 4,339 Judov, ali 50% vseh preživelih, se je uspelo rešiti z odhodom v partizane ali na partizanski teritorij, Deset Judov je bilo razglašenih za narodne heroje.
Slovenska judovska skupnost je bila skoraj v celoti uničena. Vojno je preživelo le okoli 200 slovenskih Judov (dobrih 10 %). Preživeli so po vojni uspeli obnoviti Zvezo judovskih skupnosti, v 56 jugoslovanskih mestih, tudi na Slovenskem. Jugoslavija je bila edina komunistična dežela ki je dovolila delovanje in pomoč Judom od strani ameriških judovskih organizacij, ter tudi dovolila izselitev v Izrael.  Izraelski podatki kažejo da se je 68 slovenskih Judov izselilo v Izrael. Ker Jugoslavija tedaj ni priznavala dvojnega državljanstva in tujo last nad nepremičninam, ob izselitvi so morali podpisati izjavo, da se odpovedujejo jugoslovanskemu državljanstva in neprodanim nepremičninam v Jugoslaviji. Nekateri Judje so se po izselitvi v Izrael vrnili v Jugoslavijo in obnovili svoje državljanstvo,
Do leta 2018 je 15 Slovencev prejelo naslov pravičnega med narodi, ki se podeljuje posameznikom, ki so med vojno nesebično zaščitili judovske posameznike pred holokavstom.

## Odziv političnih struj na okupacijo
Med okupacijo politično življenje ni popolnoma zamrlo. Ob razpadlih strankah so obstajala različna društva, organizacije, manjše politične skupine in domoljubi različnih političnih idejnih usmeritev, ki so kot društveni in kulturni delavci, publicisti, novinarji, umetniki ali drugače pomembno vplivali na politične tokove pred vojno in po njej.

### Tradicionalne stranke
Slovenci so bili že napadom na Jugoslavijo hudo razdvojeni in ob začetku vojne niso imeli enotnega vodstva ali programa. Slovenska ljudska stranka (SLS), glavna politična stranka na Slovenskem, je v čas druge svetovne vojne vstopila z ohromljenim vodstvom. Anton Korošec, ki je SLS vodil vse od leta 1917, je umrl decembra 1940, manj kot štiri mesece pred napadom na Jugoslavijo, njegov naslednik Franc Kulovec pa je izgubil življenje že na prvi dan vojne. Nekateri politiki (na primer Miha Krek, eden vidnejših članov SLS) so se skupaj z jugoslovansko vlado umaknili v London in skušali vplivati na razmere doma od tam. Voditelj SLS v domovini je postal Marko Natlačen, ob napadu na Jugoslavijo ban Dravske banovine. Večina politikov, ki so ostali, je delovala previdno iz strahu, da bi si s prenagljenimi odločitvami škodili.
Že 6. aprila 1941, na dan napada na Jugoslavijo, je v Ljubljani na pobudo SLS in Marka Natlačena nastal Narodni odbor za Slovenijo. Ta je 10. aprila razglasil, da prevzema oblast v Sloveniji. V Narodnem odboru so sodelovali predstavniki SLS, Jugoslovanske nacionalne stranke, Narodne radikalne stranke, Socialistične stranke Jugoslavije in Samostojne demokratske stranke. Prošnjo Komunistične partije za vstop so zavrnili z utemeljitvijo, da ni legalna stranka. Odklonili so tudi predlog, da bi Narodni odbor postal Obrambni odbor. Narodni odbor je prebivalstvo pozval k redu in miru ter izročitvi orožja, enote jugoslovanske vojske pa, naj se mu podredijo in zaprosijo za premirje kot slovenska vojska. Vojaško poveljstvo v to zahtevo ni privolilo. 
Ko so 11. aprila 1941 prve italijanske enote vkorakale v Ljubljano, pred cerkvijo na Viču jih je sprejel ljubljanski župan iz vrst SLS-a, Juro Adlešič in poveljniku poklonil mestne ključe. Marko Natlačen je po pozdravu italijanskih vojaških oblasti v Ljubljani odšel v Celje, kjer je Nemcem predlagal, da bi zasedli vso Slovenijo in jo oblikovali v posebno državo, podobno kot Hrvaško. Nemci so predlog zavrnili zaradi že zasnovanega načrta o razdelitvi Jugoslavije.
Natlačen je z zagotovitvijo lojalnosti fašističnem komisarju Emiliu Grazioliju ter s spomenico, ki jo je poslal Mussoliniju, skušal pridobiti dovoljenje za izvrševanje oblasti. Mussolini je načeloma privolil v sodelovanje s predstavniki nekdanje oblasti na zasedenih območjih, vendar se je 17. aprila Narodni odbor sestal zadnjič. Italijani so namreč že 20. aprila civilno oblast v Ljubljanski pokrajini prenesli na svoj Komisariat za zasedeno slovensko ozemlje. Narodni odbor je s tem prenehal delovati.

### Začetki kolaboracije
Nekateri pripadniki katoliške politične struje in slovenske Cerkve so že pred vojno simpatizirali s fašizmom. Kolaboracija je pričela kmalu po okupaciji Slovenije in pri vzpostavi le-te je ključno vlogo odigral ljubljanski škof Gregorij Rožman. Tri dni po kapitulaciji Jugoslavije, 20. aprila 1941, je Rožman obiskal visokega fašističnega komisarja Graziolija, ki je pred tem več kot desetletje vodil zatiranje in raznarodovanje Primorcev, ter mu izjavil: "Kar se tiče sodelovanja predstavnikov Cerkve z novo oblastjo fašistične Italije...priznavamo oblast, ki je nad nami, in bomo po svoji vesti radi sodelovali". 3. maja 1941, ob uradni priključitvi Ljubljanske pokrajine k fašistični Italiji, škof Rožman je Grazioliju poslal pismo v katerem mu je obljubil "popolno lojalnost". Skupina 27 uglednih Slovencev (med njimi Marko Natlačen, ljubljanski župan Juro Adlešič, industrialec Avgust Praprotnik, itd.) je istega dneva poslala pismo hvaležnosti Mussoliniju, v katerem so izrazili "veselje in ponos nad vključitev slovenskih ozemelj v veliko Kraljevino Italijo" ter sporočili, "prejmite tudi, Duce, izraze naše brezpogojne vdanosti in sodelovanja" Dva dni pozneje se je 105 županov zbralo na srečanju s fašističnim komisarjem Graziolijem in generalom Robottijem, na katerem je ljubljanski župan Adlešič prebral, v slovenskem in italijanskem jeziku, posebno poslanico vdanosti in zahvale Duceju.
Rožman in slovenski politiki so se redno udeleževali prireditev z najvišjimi vojnimi in civilnimi predstavniki fašističnih okupacijskih oblasti, kot npr. dne 10. junija ko je Rožman obiskal komandanta XI. Zbora, kjer je skupaj z generaloma Robottijem in Orlandom poslušal Ducejev govor. 22. maja, par tednov po aneksiji Ljubljanske pokrajine k fašistični Italiji, je priredil Rožman v stolnici zahvalno mašo za okupatorje. Pred stolnico so priredili italijansko vojaško parado, slovesni prihod škofa, fašističnih generalov in slovenskih predstavnikov. Sprednje klopi stolnice so zasedli italijanski generali in častniki, ter slovenski in italijanski predstavniki civilne oblasti in javnosti. Tik ob prezbiteriju, kjer je Rožman bral sveto mašo, je stala italijanska častna straža s puškami in čeladami.
Delovanje slovenskih politikov in Rožmana da se prilagodijo okupaciji sila Osi in razkosanju Slovenije, je bilo v nasprotju s stališči jugoslovanske vlade v izgnanstvu in zahodnih zaveznikov, ki niso priznavali poraz, okupacijo in razkosanje. V Ljubljanski pokrajini so za fašistične oblasti takoj začeli delovati SLS-ovec in ljubljanski župan Juro Adlešič ter drugi vidni politiki, pa tudi mnogi slovenski policisti, orožniki in uradniki. Fašistične oblasti so organizirale konzulto, okupacijski sosvet s 14 slovenskimi člani, pretežno pripadniki SLS-a. Med njimi so bili Natlačen, Matija Slavič, Ivan Pucelj in enajst gospodarstvenikov. Konzulta se je prvič sestala 26. maja 1941. Grazioli je konzulta povabil v Rim, kjer se je 8. junija sestala z Mussolinijem. Zatem je Natlačen Mussoliniju poslal še eno pismo hvaležnosti, v katerem mu je obljubil zvestobo slovenskega naroda.

### Oblikovanje Osvobodilne fronte
Pred vojno ilegalna Komunistična partija Slovenije je bila edina slovenska politična stranka, ki je bila po okupaciji zmožna uspešno delovati naprej. Kljub maloštevilnosti je bila dobro organizirana, poleg tega je že iz predvojnega obdobja imela izkušnje s podtalnim delovanjem. Tako je postala pobudnik oborožene vstaje. Kmalu po razkosanju Jugoslavije so se pod vodstvom komunistov pričele priprave na upor. Potekla je organizirana akcija zbiranja orožja, streliva, obleke in drugega materiala.
Slovenski komunisti so skupaj z nekaj levo usmerjenimi političnimi skupinami 26. aprila 1941 v Vidmarjevi vili v Rožni dolini v Ljubljani ustanovili Protiimperialistično fronto slovenskega naroda, ki se je ob nemškem napadu na sovjetsko zvezo preimenovala v Osvobodilno fronto (OF). Njene ustanovne skupine so bile Komunistična partija kot pobudnik in pa pripadniki krščanskih socialistov, Sokola in kulturnih delavcev. Tekom vojne je OF postala najmočnejša slovenska vojaška in politična sila, Komunistična partija pa je v njej dobivala vse večjo prevlado.
Komunistična partija se je tudi drugod po Jugoslaviji odločila za vstajo: usposabljala je različne enote za diverzije in druge akcije. Poleti in jeseni so odporniki ustanavljali nacionalne glavne štabe, ki so postali zadolženi za vodenje vstaje v posameznih pokrajinah. Glavni usklajevalec akcij je postal Vrhovni štab pod vodstvom Josipa Broza - Tita, ki je bil vrhovni komandant partizanskih sil in generalni sekretar Komunistične partije Jugoslavije.

## Začetki odpora (1941)
Prva uporniška akcija je bila izvedena 29. aprila 1941, ko so zavedni slovenski dijaki v Volkmerjevem prehodu v Mariboru zažgali dva avtomobila nemške civilne uprave. Med njimi je bil Bojan Ilich. 13. maja je na Mali gori pri Ribnici potekal prvi oborožen spopad med partizani in okupatorji. Partizane, ki so zbirali orožje, so napadli italijanski karabinjerji. Med spopadom je storil samomor Danilo Zelen, ki je postal prva partizanska žrtev. Na Štajerskem in v Ljubljanski pokrajini so prve lokalne organizacije Protiimperialistične fronte nastale že v maju in juniju. Prišlo je celo do več spontanih napadov na okupatorske policiste in vojake, komunistično vodstvo pa je ustanovilo posebno vojaško 399 komisijo in ji poverilo priprave na bližajoči se boj.
Organizirani oborožen upor se je v Sloveniji začel po nemškem napadu na Sovjetsko zvezo. Takrat se je razširilo upanje, da bo Rdeča armada hitro premagala Nemce in pri tem osvobodila slovensko ozemlje. Komunistična partija je 22. junija 1941 ustanovila glavno poveljstvo slovenskih partizanskih čet s Francem Leskoškom kot komandantom in Borisom Kidričem kot političnim komisarjem. Glavno poveljstvo je bilo podrejeno vodstvu OF. Sredi julija je bil sprejet sklep o oboroženi vstaji, poleg tega pa tudi Partizanski zakon, ki je s svojimi pravili urejal sestavo, dela in naloge partizanskih čet.
Prve akcije (propagandne, trosilne ...) so aktivisti OF izvajali že junija 1941, julija in avgusta so že izvajali sabotaže in diverzije. 22. julija 1941 sta pri Tacnu pripadnika Rašiške čete streljala na Franca Žnidaršiča, pomožnega policista in tolmača v nemški službi. Na ta datum je bil po vojni razglašen dan vstaje slovenskega naroda. Partizani so s prekinjanjem telefonskih vodov onemogočali zveze med okupatorjevimi postojankami, razstreljevali električne daljnovode, minirali mostove, ceste, napadali različne objekte in zažigali avtomobile. Tovrstnim sabotažam je sledil hiter umik na varno, po navadi v gozdove. Poleg kasnejših vojaških partizanskih enot so po mestih in vaseh delovale še enote narodne zaščite. Člani so živeli na svojih domovih, opravljali svoj poklic, ob tem pa izvajali načrtovane akcije kot so bile sabotaže, zaplembe in vdori v različne objekte. Najbolje organizirana in najštevilčnejša je bila Narodna zaščita v Ljubljani. V začetnem obdobju se je Narodna zaščita izkazala kot učinkovita oblika odpora.
Do sredine septembra je nastalo 19 partizanskih čet in nekaj partizanskih skupin. Čete so se postopoma začele povezovati v bataljone. Oblikovanje enot, sposobnih večjih in učinkovitejših akcij, in pa pridobljene izkušnje so do septembra omogočile že prave boje z nemško in italijansko vojsko. V začetku avgusta so se Nemci spopadli s kranjskimi partizani na planini Dobrči pod Storžičem. Jeseniška četa se je 1. septembra na Mežaklji spopadla z Nemci. Sredi septembra se je Rašiška četa v Rašici spopadla z orožniki, zato so Nemci kot povračilni ukrep Rašico požgali. To je bil prvi primer požiganja vasi na Slovenskem. Partizani Krimskega bataljona so 19. oktobra napadli in osvojili italijansko postojanko Lož ter zajeli precej italijanskih vojakov.
Partizanske akcije so potekale tudi na nemškem okupacijskem območju. S sabotažami so rušili železnice in ceste ter ovirali delo v tovarnah. Štajerski partizanski bataljon je pod vodstvom Franca Rozmana - Staneta v noči s 7. na 8. oktober vdrl v Šoštanj. Nemci so zato 10. oktobra ustrelili 10 talcev, kar je bil prvi primer streljanja talcev. 26. oktobra so Nemci obkolili Štajerski bataljon na Čreti pri Braslovčah. Bataljon se je uspel prebiti iz obroča, boj pa je zahteval največ nemških smrtnih žrtev dotlej. Novembra 1941 so partizani napadli Bučko pri Škocjanu. Prav tako je Štajerski bataljon izvedel pohod na Kozjansko.
Jeseni 1941 je okupacijskim oblastem uspelo večkrat infiltrirati v OF, zato je bilo precej aktivistov zaprtih. Na partizansko gibanje je vplivala tudi huda zima z visokim snegom, neizkušenost ter težave z organizacijo zaledja.
Medtem ko so drugod po Jugoslaviji častniki poražene jugoslovanske vojske organizirali Jugoslovansko vojsko v domovini (JVD, bolj znana z nazivom četniki), se četništvo na Slovenskem ni razmahnilo. Jaka Avšič, prvi poveljnik slovenskih četnikov, je že konec 1941 odpadel k OF. Nadomestil ga je Karl Novak, ki pa mu še ni uspelo zbrati nikakršnih vojaških sil, saj mu protikomunistični tabor ni nudil podpore.

### Vstaja na Gorenjskem
Pozimi 1941 se je partizansko gibanje najbolj okrepilo na Gorenjskem, kar je bila posledica hudega okupatorskega nasilja. Ker je poveljstvo slovenskih partizanov na zahodnem Gorenjskem skušalo ustvariti svobodno ozemlje, ki bi postalo središče narodnoosvobodilnega gibanja, so tam nastali prvi bataljoni, ki so napadali posamezne nemške patrulje in postojanke. Glavna partizanska akterja sta bila Cankarjev bataljon in terenski odbori OF. V Škofjeloškem hribovju in okolici Kamnika so bili odhodi v partizane številni. Sredi decembra 1941 je na Gorjušah 350 zbranih partizanov ustanovilo Prešernov bataljon, vendar se je zaradi nemškega preganjanja četa kmalu zmanjšala.
Zaradi vstaje v Zgornjesavski dolini so morali Nemci umakniti posadke iz manjših krajev. Po prihodu okrepitev so z manevri in napadi zožili območje vstaje na Poljansko dolino, v kateri je deloval Cankarjev bataljon. Ob napadu v Rovtu pod Blegošem je bataljon uničil nemško policijsko patruljo, ki je takrat izgubila 46 od 50 vojakov. Zato je nemška vojska bataljon zasledovala in obkolila. Po obkolitvi se je bataljon 27. decembra umaknil v Dražgoše, kjer se je 9. januarja 1942 odvila dražgoška bitka. Partizane je napadlo okoli 2500 nemških vojakov. Po treh dneh hudih bojev se je bataljon umaknil, Nemci pa so vas zasedli. Po bitki so se Nemci vas požgali, pobili 41 moških (skoraj vse moške vaščane) in njihova trupla zmetali v ogenj, ženske in otroke pa poslali v taborišča.
Nemci so zaradi okrepljenega partizanskega gibanja preložili priključitev Gorenjske in Štajerske. S poostreno represijo so ujeli okoli 250 aktivistov, prečesavali gozdove in v rednih presledkih streljali talce, nato pa čakali na ugodnejše razmere. Nadaljnji razvoj partizanskega gibanja jim je formalnopravno ves čas preprečeval priključitev okupiranih ozemelj. Zaradi krepitve odpora so okupatorji skušali tesneje nadzorovati svoja območja. Uvedli so policijske ure in obvezno oddajo ali zapečatenje radijskih sprejemnikov ter ustanovili posebna sodišča. Poostrili so nasilje in represijo nad civilnim prebivalstvom (usmrčevanje talcev, internacija, požiganje hiš, preganjanje svojcev partizanov). Okupatorji so s hajkami uničevali komaj nastale partizanske čete.

## Protinapad okupatorjev (1942)
Po hudi zimi 1941-1942 je bil položaj partizanov po pokrajinah dokaj različen. Na Gorenjskem so partizani ostali dejavni kljub hudim spopadom z Nemci: januarja 1942 je bil na Lipanci uničen Prešernov bataljon. Na Primorskem so bile kljub dobri organiziranosti oborožene akcije OF redke. Na Štajerskem so bili partizani skoraj popolnoma uničeni: od 266 je pomlad dočakalo le nekaj borcev. V Pomurju in na Koroškem partizanov še takrat ni bilo.
Poletje 1942 predstavlja vrhunec okupatorskega nasilja. Skoraj 55 % vseh na Slovenskem usmrčenih talcev je bilo ustreljenih v letu 1942. 22. julija 1942 so Nemci na dvorišču Starega piskra v Celju usmrtili 101 talca. Največji pomor talcev so nacisti izvedli 2. oktobra 1942, ko je bilo v Mariboru ustreljenih 143 ljudi.
Partizani so bili najbolj dejavni v Ljubljanski pokrajini, ki je bila za partizansko vojskovanje zelo primerna. Italijanska okupacijska oblast je bila (sploh na začetku) najbolj mila. Obsežni kočevski gozdovi so partizanom nudili varno zatočišče, poleg tega so bili zaradi izselitve kočevskih Nemcev redko poseljeni. Spomladi 1942 so partizani pregnali Italijane iz manjših naselij v mesta. Tako so nastala manjša osvobojena ozemlja, ki so se do konca junija povezala v veliko osvobojeno ozemlje, ki je obsegalo dve tretjini Ljubljanske pokrajine, segalo pa je od reke Kolpe do obrobja Ljubljanskega barja. Italijanska vojska je na osvobojenem ozemlju nadzirala le cestne in železniške povezave. Gradila je postojanke, bunkerje in postavljala minska polja. Italijanske okupacijske oblasti so poostrile represijo in povračilne ukrepe: začele so izvajati racije in pošiljati aretirane v Gonars, prav tako so vse pogosteje streljale talce.
2. grupa odredov, ki se je maja 1942 poskušala prebiti na Štajersko, da bi okrepila partizansko gibanje, je cilj dosegla le v manjšem številu.
Oblast na osvobojenem ozemlju so prevzeli terenski odbori OF, ki so dobili nalogo izvesti volitve v Narodnoosvobodilne odbore (NOO). Na njih so imeli volilno pravico vsi starejši od 18 let, tudi ženske: tako so ženske na Slovenskem prvič dobile splošno volilno pravico. Volitve so potekale na ljudskih zborih, upoštevali pa so večinsko načelo.
Število partizanov se je v letu 1942 večalo. Ustanavljali so se novi bataljoni, ki so se kmalu začeli združevati v odrede, ti pa v grupe odredov. Čete, bataljoni in odredi so bili kot enote vezani na posamezno območje, od koder je izhajala večina partizanov. Tako so poznali teren in ljudi ter lažje pridobivali podporo. Vendar pa so bile zaradi tega enote dokaj statične. Da bi presegli to pomanjkljivost, so tudi slovenski partizani začeli v letu 1942 ustanavljati brigade, pozneje pa divizije in korpuse. Sestavljene so bile iz ljudi iz različnih območij, zato so lahko delovale širom Slovenije. Tako so postale partizanske enote gibljivejše in s tem uspešnejše. Od julija do oktobra 1942 so nastale Tomšičeva, Gubčeva, Cankarjeva in Šercerjeva udarna brigada, v katerih se je zbralo okoli 3000 partizanov.

## Začetek bratomorne vojne in oborožene kolaboracije (1942)
Prve kolaborantske enote so bile predvojne žandarmerijske in policijske enote ki so nadaljevale delati za fašistične oblasti, Okupatorji so tudi takoj začeli novačiti vohune in izdajalce. Kot odgovor, poleg napadov na okupatorsko vojsko, partizani so izvajali nasilje nad kolaboranti (npr. tisti ki so ovajali sodelavce odporniškega gibanja). Ponekod so partizani izvajali nasilje nad prebivalstvom. Nekateri partizanski poveljniki so se začeli vesti oblastniško (t. i. vojvodstvo) do lastnih borcev in kmetov, ki niso bili privrženci partizanov. Domačini se odzvali z ustanavljanjem vaških straž, samoobrambnih paravojaških enot, ki so branile domače vasi pred partizanskim nasiljem. Na odločitev Slovenske ljudske stranke in Slovenske legije, prva Vaška straža je nastopila 17. junija 1942. v Šentjoštu, ko je 35 pripadnikov Slovenske legije, oboroženi od Italijanov s 40 pušk in dvema strojnicama, pod komando legionarja iz Ljubljane, zasedlo župnišče in šolo.
Na konferenci v Gorici, 31. julija 1942., italijanski poveljniki so dobili odobritev Mussolinija za sodelovanje z SLS-om in njeno strankarsko vojsko. 6. avgusta italijanska vojska je vse proti-partizanske enote organizirala v Prostovoljno protikomunistično milico - PPKM (Milizia volontaria anticomunista - MVAC), pod italijanskim poveljstvom. Tako je najkasneje od februarja 1942 druga svetovna vojna na Slovenskem bila tudi bratomorna vojna. Protikomunistični tabor in OF sta ves preostanek vojne nasilno obračunavala drug z drugim, se spopadala in izvajala likvidacije. Protikomunistični tabor je slovenske privržence OF tudi ovajal in jih izročal okupacijskim oblastem. Italijanski general Vittorio Ruggero jeseni 1942 v pogovoru z Rožmanom izjavil: »Nisem Slovenec, a tako gledam na Slovence in njihov boj: PPKM nam Italijanom mnogo pomaga … a med vami Slovenci ustvarja takšno sovraštvo, da ga petdeset let ne boste mogli odpraviti.«
26. aprila 1942 Miha Krek, SLS-ov vodja v Jugoslovanski vladi v izgnanstvu, je v naslovu Slovencem razglasil vojsko Draže Mihailovića kot edino legitimno, vse ostale pa izdajalske, ter da vsi ki se ne bodo odzvali vpoklicu Mihailovića bodo obravnavani kot izdajalci in dezeterji od strani vojnih sodišč. Konec aprila ali začetek maja je v Ljubljani kot odziv nastala Slovenska zaveza, ki je združevala katoliško strujo (Slovenska legija), sredinsko strujo (Narodna legija), liberalno strujo (Sokolska legija) in pa slovenske četnike kot uradno priznane vojaške sile vlade v izgnanstvu. Nekateri vidni politiki, med drugimi Marko Natlačen, v Slovensko zavezo niso vstopili. Maja 1942 je Karl Novak kot vodja četnikov organiziral Štajerski bataljon, prvo slovensko četniško vojaško enoto. Na Štajerskem je leta 1943 začel delovati odred okoli 200 četnikov pod vodstvom Jožeta Melaherja - Zmagoslava. Melaherjevi četniki so bili edina vojaška enota protikomunističnega tabora z dosledno politiko oboroženega odpora proti okupatorju.
V začetku leta 1942 je začela Varnostno-obveščevalna služba OF (VOS) izvajati politične atentate nad pripadniki protikomunističnega tabora. Likvidirani so bili Avgust Praprotnik (izdal 2 partizana Italijanom ki so jih usmrtili), Fanouš Emer (zbiral jugoslovanske častnike za borbo proti partizanom) in policijska obveščevalca Fortunat Majdič ter Kazimir Kuković. Maja 1942 sta bila umorjena duhovnik Lambert Ehrlich (predlagal fašističnim okupatorjem ustanovitev kolaborantske policije) in liberalec Anton Oven (protipartizanski vodja v Beli krajini, v zvezi z vojsko Draže Mihailovića), 13. oktobra 1942 pa Marko Natlačen (vodja kolaboracije z Italijani in pri ustanovitvi kolaborantskih enot). Ehrlicha in Natlačena je likvidiral pripadnik VOS Franc Stadler - Pepe. Za atentat nad Natlačenom, Italijani so ustrelili 24 talcev, privržencev ali domnevnih privržencev odporniškega gibanja.

Eno hujših bratomornih dejanj v tem obdobju je bil partizanski poboj 53 Romov maja 1942. Partizani so poboj izvedli iz strahu, da bi Romi izdali njihovo lokacijo. Njihova trupla so zagrebli v množičnem grobišču. Partizani so za ta zločin sodili Dušanu Pirjevcu, politkomisarju Krimskega bataljona, ki pa je bil nato zgolj poslan na Primorsko.
Prvo spomenico fašističnim oblastem, s predlogom za ustanovitev kolaborantskih enot pod italijansko komando, je poslal duhovnik Lambert Ehrlich, aprila 1942. Sledilo ie podobno pismo maja 1942 od Marka Natlačena, ki je imel vodilno vlogo pri ustanovitvi MVAC. 6. avgusta 1942 je bila na ukaz italijanskih okupacijskih oblasti ustanovljena Prostovoljna protikomunistična milica (PPKM, imenovana tudi Vaške straže ali Bela garda), prva kolaborantska organizacija na Slovenskem. Služila je kot pomožna enota italijanske vojske, prejemala italijanske ukaze in oborožitev ter se bojevala poleg nje. Sestavljena je bila iz paravojaških enot strank Slovenske zaveze, ki so upale, da bodo z okupatorjevo pomočjo uničile komuniste kot svoje politične tekmece.
Glavna strateška vrednost PPKM je bila obveščevalna, saj so njeni pripadniki znali lokalni jezik in poznali ljudi ter teren. PPKM je tako kot kasnejše kolaboracionistične enote ovajala privržence OF in jih izročala okupacijskim oblastem ali pa jih sama likvidirala. PPKM enote so tudi sodelovale z italijansko vojsko v številnih protipartizanskih vojnih akcijah, kot napad na Toško čelo. Enota PPKM pod poveljstvom Ernesta Peterlina je med "božičnim racijami" v noči z 21. na 22. december 1942 v Ljubljani aretirala 550 domnevnih privržencev OF. Pri tem je postopala tako nasilno, da je izzvala velik javni protest in so se Italijani enoto odločili razpustiti. Aretirane so Italijani izpustili, predali vojaškim sodiščem ali pa internirali.
Vodilno vlogo v PPKM je nosila katoliška Slovenska legija. Že poleti 1942 se je v PPKM vključil četniški Štajerski bataljon, ki se je preimenoval v Legijo smrti in postal operativna enota PPKM. Legija smrti je bila sestavljena iz treh bataljonov: prvi bataljon, pod srbskim kapetanom Dobrivoje Vasiljevićem, so sestavljale vaške straže v Polhograjskih Dolomitih, drugi bataljon, pod kapetanom Milanom Kranjcem, se je nastanil v Brezovici, tretji pa na Suhorju na Gorjancih. Enote so bile pod neposrednim poveljstvom slovenskih častnikov. Italijanski general Roatta je kritiziral pomankanje discipline v PPKM ter njene enote opisal kot "pretepaške bande", "nepokorne in divje" ter "plenilce". Vedenje PPKM je od nje odtujilo lokalno prebivalstvo.

### Vloga Cerkve med vojno
Ljubljanski škof Gregorij Rožman, ki ni imel vojaške funkcije, ampak zgolj versko in politično, je bil osrednja oseba kolaboracije na Slovenskem. V Ljubljanski pokrajini je večina duhovnikov delovala proti OF in podpirala kolaboracionistične enote. Številni duhovniki so ovajali zavedne Slovence in propagirali vstop v razne fašistične organizacije.  Podpora Cerkve je mnogo pripomogla k novačenju v kolaboracionistične enote. 
Sodelovanje škofa Rožmana s fašistično oblastjo se je začelo že v prvih dneh okupacije, pred oblikovanjem OF. 22. aprila 1941 je Rožman obiskal fašističnega visokega komisarja Graziolija ter mu obljubil zvestobo in sodelavanje z italijanskimi fašističnimi oblastmi. Po priključitvi, ali aneksiji Ljubljanske pokrajine k fašistični Italiji, maja 1941, je Rožman v ljubljanski stolnici priredil zahvalno mašo za Mussolinija. Z odobritvijo škofa Rožmana, aprila 1942 teolog Lambert Ehrlich je izročil italijanskim vojaškim oblastem spomenico v kateri je predlagal naj fašistične okupatorske oblasti ustanovijo in oborožijo slovensko kolaborantsko policijo, pod italijanskim vojaškim nadzorom, ki se bo borila proti partizanom.
12. septembra 1942 Rožman sam je izročil italijanskemu generalu Robottiju spomenico, v kateri je zapisal, da ima italijanska vojska zaradi nepoznavanja jezika težave pri iskanju pripadnikov OF in da bi domačini pri tem bili bolj učinkoviti. Rožman je predlagal sodelovanje pri uničevanju “subverzivnih in uporniških elementov” z ustanovitvijo oboroženih slovenskih enot pod poveljstvom italijanske vojske in pa slovenske tajne policije, ki bi aretirala in fašističnim oblastem predala vse tiste ki se sprehajajo po Ljubljani brez fašističnih dokumentov. Italijani so na Rožmanov predlog tudi izpustili iz ujetništva nekatere poveljnike jugoslovanske vojske, za katere je Rožman garantiral da se bodo izključno borili na strani fašistov, proti partizanom.
Rožmanov memorandum in podpora sta veliko pripomogla k rasti kolaborantskih enot, prvo s fašisti potem pa z nacisti, katerih osnova je bila strankarska vojska katoliškega SLS-a, Slovenska legija. Rožman je poudaril osrednjo važnost kuratov pri vzdrževanju borbenosti in ideološkega navdušenja med Domobranci. Kasneje je osebno sodeloval v dveh domobranskih prisegah Hitlerju in SS-u - prva na Hitlerjev rojstni dan, 20. aprila 1944,, druga pa na obletnico prihoda nacistov na oblast, 30. januarja 1945. Prav tako je Rožman predlagal Friedrichu Rainerju, poglavarju nacističnih okupacijskih oblasti, Leona Rupnika za administratorja okupirane Ljubljanske pokrajine. Ker se je nasprotoval priznanju vlade Tito-Šubašić s strani zahodnih zaveznikov, Rožman in Leon Rupnik sta 21. aprila 1945 predlagala ustaškemu voditelju Anteju Paveliću zavezništvo z Domobranci in Mihailovićem, za nadaljnji boj proti partizanom.

Ljubljanska Cerkev je vztrajala na svojem protikomunističnem stališču, čeprav je papež svojo protikomunistično poslanico izrecno preklical. Drugače je bilo na Gorenjskem in Štajerskem, kjer so Nemci izgnali 570 duhovnikov in redovnikov, nekatere pa zaprli. Tam so nemške oblasti duhovnike zatirale, šikanirale, zapirale v bunkerje, pretepale, vpregale v vozove, z golimi rokami so morali prazniti greznice, nekateri so bili internirani. Štajerska je spadala pod mariborsko škofijo in čeprav je medvojni mariborski škof Ivan Jožef Tomažič odklonil sodelovanje z OF, proti njej ni deloval. Prav tako je pozneje odklonil sodelovanje z domobranci. Primorski duhovniki so bili usmerjeni izrazito protifašistično. Že pred vojno so se upirali italijanskim oblastem, med vojno pa so v glavnem sodelovali z OF.
OF med vojno ni bila protikrščanska organizacija. V svojih vrstah je imela številne verne katolike, nekateri, na primer Edvard Kocbek, so imeli vlogo tudi v vodstvu. Samo v Ljubljanski pokrajini se je partizanom pridružilo približno 40 duhovnikov, Med njimi je bil tudi Metod Mikuž, nekdanji tajnik škofa Rožmana. Mikuž je skupaj z dvema drugima duhovnikoma postal član Plenuma OF, njenega najvišjega upravnega odbora. Tudi štajerski duhovnik Jože Lampret je bil viden član OF. Tako Mikuž kot Lampret sta bila med vojno zaradi vstopa v OF izobčena iz Cerkve. Kocbek in drugi katoliki v OF so v več pismih škofu Rožmanu kritizirali udeležbo duhovnikov v slovenskih kolaborantskih enotah. OF je izrazila podporo verski svobodi in izjavila, da bi v svojem gibanju želela več duhovnikov, ali pa vsaj, da bi duhovniki ostali nevtralni. OF se je bila pripravljena sestati z Rožmanom in razpravljati o vseh vprašanjih, vendar se Rožman na te pozive ni nikoli odzval.

### Odnosi z Mihailovićem in četniki
Na dejanja so vplivali širši odnosi med partizani in Mihailovićem. Po prvotni omejeni vstaji proti Nemcem, Mihailović je 31. oktobra 1941, med nemško ofenzivo na Užice, dal ukaze za napade na partizane, kljub pritisku Angležev in več poskusov partizanov da z Mihailovićem ustanovijo sodelovanje. Novembra 1941 četniki so izročili Nemcem 365 partizanskih jetnikov, ki so jih Nemci skoraj vse pobili, in Mihailović je ponudil sodelovanje Nemcem. Četniki so se prenehali boriti proti Nemcem, in usmerili vse svoje napade na partizane, kot v vzhodni Bosni ko so med nemško ofenzivo napadli partizane in s hudo anti-hrvaško in anti-muslimansko propagando (ker so partizani vključevali Hrvate in Muslimane) izvedli puče znotraj partizanskih enot, ter pobili mnoge partizanske komandante. Mihailović je razglasil partizane za svoje glavne nasprotnike, mnogi četniki so začetkom leta 1942. ustanovili zavezništva z Italijani za borbo proti partizanom. Od tedaj so partizani imeli četnike in Mihailovića za kolaborante in sovražnike
V Sloveniji OF je oktobra 1941 odobrila potovanje starojugoslovanskih oficirjev Jake Avšića in Karla Novaka na srečanje z Mihailovićem, nakar je postavil Avšiča za komandanta slovenskih četnikov. Po napadih četnikov na partizane, Avšič je prestopil v partizane, Mihailović pa postavil Novaka za vodjo četnikov. Novak je ustanovil Plavo gardo in Štajerski bataljon, ki se je preimenoval v Legijo smrti, in z 1.731 članov postal ena glavnih enot PPKM-a. Čeprav je Novak bil član vojnega štaba Slovenske zaveze, same četniške enote v Sloveniji potem niso več igrale važno vlogo. Slovenske stranke v Londonu so priznale vojsko Draže Mihailovića kot edino legitimno, vse ostale opredelili za izdajalske. V vojnih zadevah Slovenska zaveza je bila podrejena Mihailoviću. Slovenska in ostale legije so prisegle Mihailoviću, kot del Mihailovićeve Jugoslovanske vojske v domovini.

## Spopadi partizanov z italijansko vojsko

### Bitka na Nanosu
Bitka na Nanosu je bila ena prvih bitk slovenskih partizanov med drugo svetovno vojno na Primorskem; predstavlja prelom partizanskega odpora proti italijanski okupaciji na Primorskem in začetek narodnega boja na zahodni meji.
Bitka je potekala 18. aprila 1942, v okviru italijanske ofenzive oziroma vojaškega pregleda planote. Spopadlo se je približno 54 partizanov z italijanskim bataljonom, ki je štel 686 vojakov in orožnikov. Spopad je trajal približno osem ur. Partizanska enota je bila vojaško poražena in razbita, a večina se je uspela prebiti skozi več obkolitvenih obročev. Pri tem je padlo deset partizanov ter bilo zajetih enajst, od katerih je bilo devet obsojenih na smrt.

### Italijanska ofenziva (poletje 1942)
Partizani so na začetku poletja 1942 po Graziolijevih navedbah nadzorovali približno dve tretjini ozemlja in prebivalstva v Ljubljanski pokrajini. Da bi preprečili stik med Ljubljano in okolico, fašistične oblasti so že februarja 1942, obdale Ljubljano z žico in bunkerji, ter prepovedali izhoda iz mesta Ljubljančanom. Julija so odgovorile z veliko roško ofenzivo, ki je potekala vse do novembra 1942. Okoli 65.000 dobro oboroženih italijanskih vojakov, z modernim transportom, komunikacijam, artilerijo in vojnim letalstvom je napadlo okoli 4000 slabo oboroženih partizanov ter njihovo vodstvo. Italijani so skušali enote uničevati z obkoljevanjem posameznih območij in prečesavanjem terena v osmih fazah. Pri italijanski ofenzivi je sodelovala tudi Legija smrti, slovenska kolaborantska enota.
15. maja 1942 je italijanski general Robotti obvestil prebivalce Ljubljanske pokrajine, da bodo vsi, ki bodo najdeni z orožjem ali lažnimi osebnimi izkaznicami, usmrčeni, in da bodo uničene vse stavbe, iz katerih bodo streljali na Italijane, ali v katerih bo najdeno orožje ali ki bodo gostile partizane. Vse potencialne privržence narodnoosvobodilnega gibanja so nameravali poslati v internacijo. Še pred začetkom ofenzive so z obsežnimi racijami v Ljubljani zajeli preko 20.000 ljudi. Med pregledi, ki so jih opravljali s pomočjo ovaduhov, so jih zaprli skoraj 3000.
Partizani so kmalu spregledali italijansko taktiko in se umaknili na že prečesana območja. Tako so se kljub začasni izgubi ozemlja izognili večjim spopadom in z njimi povezanimi žrtvami. Vseeno je padlo, bilo ranjenih ali se vdalo približno 1000 partizanov, nekaj se jih je tudi vrnilo domov. V italijanskem obroču se je znašlo celotno vodstvo narodnoosvobodilnega gibanja skupaj s tehničnimi, sanitetnimi in drugimi ustanovami, vendar Italijani večine niso odkrili.
Ofenzivo je spremljala poostritev nasilja nad civilnim prebivalstvom. Okoli 2100 ljudi je bilo ustreljenih. Do konca novembra je bilo 26.000 Slovencev, skoraj vsaki dvanajsti prebivalec Ljubljanske pokrajine, interniranih na Rabu, v Gonarsu, Monigu idr. fašističnih taboriščih, med njimi mnogo žensk in otrok. Zaradi brutalnega ravnanja jih je tisoče pomrlo. Italijani so požigali domačije in vasi ter zasegali živino in drugo premoženje.
Jugoslovanska narodnoosvobodilna gibanja so 26. novembra 1942 ustanovila Antifašistični svet narodne osvoboditve Jugoslavije (srbohrvaška kratica AVNOJ), svoje skupno politično predstavništvo. Slovenske delegacije zaradi italijanske ofenzive, ki je potekala v tem času, na prvem zasedanju ni bilo.

## Konsolidacija NOB (zima 1942-poletje 1943)
Ker so po ofenzivi Italijani trdili, da so uničili partizane, so partizanske enote postale še posebno dejavne. Partizansko gibanje se je pričelo tudi na Koroškem, dve brigadi pa sta bili poslani v Beneško Slovenijo. Pozno jeseni 1942 je nastalo novo osvobojeno ozemlje v Polhograjskih dolomitih. Tam je od oktobra 1942 do aprila 1943 delovalo vodstvo narodnoosvobodilnega gibanja, nato pa se je premaknilo v Kočevski rog na Bazo 20.
Na Primorskem se je začelo narodnoosvobodilno gibanje močneje razvijati. Nastale so manjše partizanske enote: prvi dve četi so Italijani obkolili na Nanosu, vendar se jima je posrečilo prebiti iz obroča. Na Primorsko so začele prihajati tudi skupine partizanov iz Ljubljanske pokrajine. Po italijanski mobilizaciji letnika 1923 se je število primorskih partizanov precej povečalo, saj so se mnogi Primorci raje kot za odhod v italijansko vojsko odločili za partizane.
Na Štajerskem so partizanske enote pozimi 1942/1943 doživele hude izgube. Med drugim so Nemci uničili Pohorski bataljon. V noči s 7. na 8. januar 1943 so ga s pomočjo izdaje obkolili v njegovem zimskem taboru pri Treh žebljih na Osankarici. V boju je padlo 66 borcev, enega so Nemci ujeli živega in ga pozneje ustrelili.
Med večje partizanske uspehe sodi bitka pri Jelenovem žlebu 26. marca 1943. Takrat so partizani iz treh bataljonov Cankarjeve in Gubčeve brigade razbili in uničili bataljon italijanske divizije Macerata.
Spomladi 1943 so partizani zaradi zavezniških uspehov v severni Afriki pričakovali njihovo izkrcanje v Italiji. Zato so partizanske enote napadale predvsem prometne zveze. Partizanska vojska se je preuredila v štiri operativne cone: dolenjsko, notranjsko, primorsko in gorenjsko. Vojska je dobila nove odseke, na primer ekonomskega, sodnega in propagandnega. Z delom je začela oficirska šola, razvila se je tudi mreža kurirskih zvez.
Partizani so iz prvih štirih odredov 13. julija 1943 ustanovili prvi slovenski partizanski diviziji: XIV. in XV. 23. julija so z njimi napadli postojanko v Žužemberku.

### Dolomitska izjava
Zaradi preobrata na svetovnih bojiščih so komunisti pričakovali konec vojne in s tem priložnost za izvedbo revolucije. OF je delovala kot organizacija številnih različnih, a enakopravnih skupin. Občasna nesoglasja med njimi niso posebej vplivala na delo same organizacije. Vendar se je bratomorna vojna stopnjevala, obračunavanje z nasprotniki OF pa je izzvalo spore znotraj nje in poskuse samostojnejšega nastopa krščanskih socialistov in sokolov.
Vodstvo Komunistične partije se je zato odločilo, da si bo popolnoma podredilo OF. S sokoli, nato pa tudi s krščanskimi demokrati so se dogovorili, da so 1. marca 1943 podpisali Dolomitsko izjavo. Z njo je bila komunistom priznana vodilna vloga v OF in pravica do svoje organizacijske mreže, preostali dve organizaciji pa sta se pravici do lastne organizacije odrekli. Izjavo so potrdili konec aprila na zboru aktivistov OF na Pugledu. S tem je bila koalicijska narava OF dokončno odpravljena, kar je pozneje omogočilo uvedbo enopartijskega sistema.

## Kapitulacija Italije in njene posledice (poletje in zima 1943)
8. septembra 1943 je Italija kapitulirala, kar je partizanskemu gibanju dalo velik zagon. Partizanom je uspelo razorožiti večino italijanske vojske, s čimer so pridobili tudi težjo oborožitev (sploh artilerijo). 11. septembra 1943 sta vodstvo OF in glavni štab partizanske vojske izdala razglas o splošni mobilizaciji v narodnoosvobodilno vojsko. V Ljubljanski pokrajini so iz mobilizirancev nastale tri nove partizanske divizije. Kmalu sta nastala tudi dva korpusa partizanske vojske: VII. in IX. Pri Grčaricah so partizani porazili slovenske četnike, ki zatem v vojni več niso imeli pomembne vloge, v bitki na Turjaku pa so popolnoma uničili PPKM. V tem času so partizanska sodišča obsodila nekatere naciste, kar predstavlja sploh prvi primer sodnih procesov proti nacističnim vojnim zločincem med drugo svetovno vojno.
Na Dolenjskem in Notranjskem so partizani vzpostavili dotlej največje osvobojeno ozemlje, ki je obsegalo skoraj celotno Ljubljansko pokrajino. 11. septembra je izvršni odbor OF razpisal volitve v zbor odposlancev slovenskega naroda. Naslednji dan je razglasil, da OF prevzema oblast na osvobojenem ozemlju. Upravo je prevzela upravna komisija za osvobojeno ozemlje. Njen sekretar je bil Bogdan Osolnik. Komisija je bila sestavljena iz odsekov, ki so jih vodili načelniki: splošna uprava, finance, industrija, gospodarstvo in prehrana, narodna vzgoja in prosveta, promet, narodno zdravstvo in zaščita civilnega prebivalstva v vojnih razmerah. Na ravni okrožij, rajonov in krajev so oblast prevzeli okrožni, rajonski in terenski odbori OF in jo obdržali do izpeljave volitev v terenske narodnoosvobodilne odbore, ki so se zaradi nemške ofenzive zavlekle v pomlad 1944.
Nemčija je takoj po italijanski kapitulaciji prevzela italijansko okupacijsko območje in vzpostavila nadzor nad večjimi mesti. Že 10. septembra so iz novookupiranih ozemelj ustanovili Operativno cono Jadransko Primorje (nemško Operazionszone Adriatisches Küstenland), ki je obsegala nekdanjo Ljubljansko pokrajino, pa tudi Primorsko, Furlanijo, Notranjsko, Istro in Reko, ki so bile do takrat del Italijanskega kraljestva. Uradno je bila Operativna cona del nacistične marionetne države Italijanske socialne republike, vendar so jo dejansko neposredno upravljali Nemci, kot del Koroške.
V drugi polovici septembra so Nemci sprožili močno ofenzivo po celotni nekdanji Ljubljanski pokrajini in zahodni Gorenjski, v kateri so z njimi sodelovali tudi novoustanovljeni domobranci. Cilj ofenzive je bil zasesti celotno partizansko osvobojeno ozemlje, vendar so Nemci uspeli osvojiti le nekatera naselja ob železnicah. Partizanski so imeli hude izgube, padla jih je približno petina: največje žrtve so bile v na novo mobiliziranih divizijah, ki še niso imele izkušenj. Kljub temu so partizani ohranili obsežna osvobojena območja.

### Proglasitev "priključitve" Slovenskega Primorja svobodni in združeni Sloveniji
Že pred začetkom druge svetovne vojne je fašizem pri Slovencih, ki so živeli v Italiji, izzval splošen odpor, od spontanega kot tudi do organiziranega. Leta 1927 so mladi slovenski rodoljubi, skupaj s hrvaškimi, ustanovili revolucionarno ilegalno organizacijo TIGR, ki je izvedla razne atentate in sabotaže. Kmalu po napadu sil osi je bil, decembra 1942, v Trstu ustanovljen Okrožni odbor OF za Trst.
Kmalu po kapitulaciji Italije je Vrhovni plenum OF, 16. septembra 1943, proglasil "priključitev" (vrnitev*) Slovenskega Primorja svobodni in združeni Sloveniji v svobodni in demokratični Jugoslaviji. Ta sklep je 3. oktobra v Kočevju potrdil Zbor odposlancev slovenskega naroda. Tako je v takratnih razmerah slovensko Primorje postalo del slovenskega državnega ozemlja..  

### Nastanek slovenskega domobranstva
Nemci so za predsednika Ljubljanske pokrajinske uprave postavili generalmajorja Leona Rupnika. Zaradi pomanjkanja lastnih vojaških sil so sprejeli njegovo pobudo za ustanovitev domobranskih enot.
 

24. septembra 1943 je Rupnik v katoliškem listu Slovenec pozval k vstopu med domobrance:
… naša ljubljena slovenska domovina naj bi bila s pomočjo anglo-ameriške plutokracije izročena boljševizmu … po izdajalcih in boljševističnih izkoreninjencih izvojevana borba, ki naj bi pahnilo naše pridno, delovno in pobožno ljudstvo v trpljenje, nasilstvo, lakoto, rop, umor brezbožnih in brezsrčnih robotnikih kakor nečastnih pomagačev v korist židovske svetovne tiranije ... Da se to prepreči, je prišla k nam na povelje Führerja velikonemška vojna sila, ki nas bo ščitila ... Pod vodstvom Nemčije bodo mladi narodi Evrope premagali boljševizem in kapitalizem.
  Domobranci so delovali pod poveljstvom SS generalpolkovnika Erwina Rösenerja, ki je bil odgovoren neposredno Heinrichu Himmlerju, vodji SS. Domobranstvo je politično podpiral in ga inšpiciral tudi generalni inšpektor Leon Rupnik. Kljub temu pa v sami organizaciji neposredno ni imel vojaške funkcije. Najprej so bili domobranci dovoljeni v ljubljanski pokrajinski enoti, pozneje pa tudi na Gorenjskem in Primorskem. Oskrbovali in urili so jih Nemci. Nemci zanje niso dovolili mobilizacije, ampak so vztrajali pri prostovoljnem pristopu. Vanje so se vključili tudi nekdanji pripadniki PPKM.
Do novembra je nastalo 6 domobranskih bataljonov. Decembra so začeli opravljati naloge pomožnih policijskih enot pod nemškim poveljstvom. Do aprila 1944 se je število domobrancev povečalo na 13.000. 20. aprila 1944, na Hitlerjev rojstni dan, je del domobrancev slovesno prisegel, "da bom v skupnem boju z nemško oboroženo silo, stoječo pod poveljstvom Vodje Velike Nemčije, SS četami in policijo, proti banditom in komunizmu kakor tudi njegovim zaveznikom svoje dolžnosti vestno izpolnjeval". Spomladi 1944 so nastali štirje elitni bataljoni z ofenzivnimi nalogami. Druge domobranske enote so varovale vojno infrastrukturo (železnice, ceste, vojno industrijo) ki je bila važna Nemcem v boju proti zaveznikom, lovili aktiviste OF in opravljale policijske zadolžitve.
»Prisegam pri Vsemogočnem Bogu, da bom zvest, hraber in svojim nadrejenim pokoren, da bom v skupnem boju z nemško oboroženo silo, stoječo pod poveljstvom vodje velike Nemčije, SS četami in policijo, proti banditom in komunizmu kakor tudi njegovim zaveznikom svoje dolžnosti vestno izpolnjeval za svojo slovensko domovino kot del svobodne Evrope. Za ta boj sem pripravljen žrtvovati tudi svoje življenje. Tako mi Bog pomagaj.«— Domobranska prisega
Z organizacijsko in bojno učvrstitvijo Slovenskega domobranstva se je razmerje sil v Ljubljanski pokrajini bistveno spremenilo. V letu 1944 je ost svoje dejavnosti usmerilo proti partizanskim enotam in sodelavcem osvobodilnega gibanja ter povzročilo številne smrtne žrtve, pa tudi aretacije oseb, ki so bile nato izročene nemškemu okupatorju in umorjene ali poslane v koncentracijska taborišča, kar je bilo za mnoge usodno. Ena večjih akcij je speljana marca 1944 na Javorovici, ko je 500 nemških in domobranskih vojakov obkolilo in pobilo 113 partizanov in partizank 4. bataljona Cankarjeve brigade. Žrtve so se tako množile, in celo 47.000 Slovencev, ali skoraj polovica vseh žrtev vojnega in povojnega časa, je umrlo od začetka 1944 do konca vojne maja 1945.
 Delovala je posebna domobranska politična policija pod poveljstvom Lovra Hacina. V Ljubljani je zaprla okoli 6.000 političnih zapornikov, od teh je bila tretjina žensk. Mnoge druge ženske podpornice OF so zaprli kot “prostitutke”. Domobranska policija je delala spise političnih nasprotnikov za internacijo in tudi sodelovala v deportacijah Slovencev v nacistična koncentracijska taborišča. Decembra 1944 je domobranska policija prijela 32 Judov, ki so se do tedaj skrivali v Ljubljani, in jih predala Nemcem. Judje so bili nato poslani v Auschwitz, kjer so bili umorjeni. Primorski domobranci so v eni sami akciji 600 Slovencev, med njimi pisatelja Borisa Pahorja, predali Nemcem, ki so jih nato internirali.
V Ljubljani je delovala tudi z domobransko policijo povezana protikomunistična tajna organizacija Črna roka, ki je lovila, mučila ali ubijala pripadnike OF. Različni viri ocenjujejo, da je likvidirala med 129 in 1.000 dejanskih ali domnevnih podpornikov OF. Mnogim je ponoči vdrla v stanovanja, nekatere je predala domobrancem, ki so jih mučili in pobijali na Sv. Urhu.
V tem času je mednarodna javnost že začela priznavati partizansko vojsko kot zavezniško in zavračati domobrance zaradi sodelovanja z Nemci. Na to so domobrance neuspešno opozarjali tudi člani begunske vlade v Londonu, ki so zahtevali, da domobranci prestopijo v partizanske enote.

### Zbor odposlancev slovenskega naroda
Po kapitulaciji Italije je izvršni odbor OF 11. septembra 1943 razpisal volitve za odposlance v zbor predstavnikov slovenskega naroda, ki naj bi se sestal samo enkrat in ob tej priložnosti izvolil tako imenovani prvi slovenski ljudski parlament. Za volilna območja so bili določni terenski odbori OF, podjetja, ustanove in bataljoni NOV. V terenskih odborih in podjetjih naj bi bil na petsto ljudi izvoljen en predstavnik, v bataljonih pa dva.
Izvršni odbor OF je glede kandidatov predlagal, da naj volivci podprejo "tiste kmete, delavce, obrtnike in razumnike, ki so doslej neustrašno in neumorno gradili stavbo slovenskega osvobodilnega gibanja, in vse tiste borce iz naših slavnih slovenskih bataljonov, ki so z orožjem v rokah izpolnjevali najtežjo in najslajšo domovinsko dolžnost."
Volitve so potekale med 20. in 25. septembrom 1943. Okrožni in rajonski odbori so jih izpeljali na lokalnim političnim in varnostnim razmeram primeren način. Volitev povsod niso mogli v celoti izpeljati ali pa se že izvoljeni predstavniki zbora niso mogli udeležiti zaradi sovražne nevarnosti.
Vrhovni plenum je na 13. zasedanju odločil, da bo zbor potekal od 1. do 3. oktobra na osvobojenem ozemlju v Kočevju. Zbora se je udeležilo 572 neposredno izvoljenih predstavnikov in 78 drugih odposlancev. Na zbor je med drugimi prišel tudi Ivan Ribar, predsednik izvršilnega odbora Antifašističnega sveta narodne osvoboditve Jugoslavije, političnega predstavništva NOB. Na zboru so izvolili predstavnike Slovenskega narodnoosvobodilnega odbora, ki se je nato na svoji prvi seji preimenoval v Slovenski narodnoosvobodilni svet (SNOS) in tako postal parlament ljudske oblasti. Predsedstvo SNOS je prevzel vlogo vlade, dokler ne bi bila ustanovljena narodna vlada.
29. in 30. novembra 1943 je v Jajcu v Bosni potekalo drugo zasedanje AVNOJ-a, ki se ga je udeležila tudi slovenska delegacija.

### Sodelovanje zahodnih zaveznikov
Zavezniške sile (ZDA, Sovjetska zveza in Britanija) so sprva kot edinega legitimnega predstavnika Jugoslavije priznavali in podpirali jugoslovansko vlado v izgnanstvu v Londonu in četniško vojsko Draže Mihailovića. Leta 1943 so Britanci k partizanom pričeli pošiljati vojaške delegacije: eno pod vodstvom Kanadčana Williama Jonesa so junija 1943 poslali v Slovenijo. Delegati so spoznali, da so partizani daleč najbolj učinkovita vojaška sila, ki se bori proti nacistom in fašistom, dočim so četniki kolaborirali s silami osi, zato so predlagali, da se podpre partizane. To stališče so potrjevala tudi dešifrirana nemška tajna sporočila. Churchill je imel do njih neposreden dostop: v svojem dnevniku je zapisal, da so “v celoti prikazala čudovit odpor Titovih privržencev in močne, hladnokrvne manevre Mihailovića v Srbiji".
Britanci so partizane de facto priznali septembra 1943, ko je Churchill partizanom kot svojega osebnega zastopnika poslal Fitzroya Mcleana. Na Teheranski konferenci novembra 1943 so zavezniki priznali partizane kot sobojevnike in umaknili podporo četnikom. Zavezniki so imeli več koristi od partizanov. Prvo, kot je Churchill dejal angleškem generalštabu novembra 1943, “222.000 Titovih privržencev ... so zadrževali toliko Nemcev v Jugoslaviji, kolikor so jih združene angloameriške sile v Italiji", tedaj glavna zahodna fronta. Če ne bi bilo partizanskega upora, Nemci bi te enote vrgli v borbo proti zaveznikom. Drugo, partizani so preprečevali in ovirali transport važnih vojnih surovin z Balkana v Nemčijo, predvsem Romunske nafte. Zato so zahodni zavezniki izvajali skupne vojne akcije s partizani, v katerih so bombardirali nemške in kolaborantske enote. Partizani so tudi omogočili zaveznikom uporabo vojne baze na partizansko-osvobojenem Visu, od koder so zavezniki izvajali letalske napade. Poleg tega zahodni zavezniki so pomagali partizanom ustanoviti Premokomorske brigade NOVJ, z 27.000 vojakov, med njimi številni Slovenci, sestavljene v glavnem iz prisilno-mobilizirancev v italijansko in nemško vojsko, ki so se znašli na ozemlju zaveznikov, in so pod komando partizanske vojske sodelovali pri osvobajanju Dalmacije, Like in delov Slovenije.
Slovenski partizani so rešili več kot 800 poimensko znanih zavezniških pilotov in vojnih ujetnikov. Začetek leta 1944 so partizani in zavezniki pri Otoku v Beli Krajini zgradili preprosto letališče, imenovano Picadilly Hope. Z njega so zavezniška letala evakuirala stotine zavezniških pilotov, ki so jih rešili partizani, pa tudi ranjene partizane in 2000 žensk ter otrok. Sodelovanje se je uspešno nadaljevalo vse do konca vojne, kljub nekaterim trenjam, predvsem zaradi različnih stališč glede povojne usode Trsta in Koroške. Domobranci so zajete zavezniške pilote predajali Nacistom, ki so jih internirali. Slovenski kolaboranti so direktno pomagali borbi proti zaveznikom, ker so zaradi njihovega proti-partizanskega delovanja, Nacisti in fašisti lahko posvetili več svojih enot za borbo proti zaveznikom. Kolaborantske enote so tudi stražile železnice in drugo transportno, komunikacijsko in industrijsko infrastrukturo ki je bila od ključne važnosti Nacistom in fašistom v njihovi borbi proti zaveznikom. Britanski oficirji za zvezo s slovenskimi partizani so to potrdili in razglasili, da so "belogardisti sovražniki zaveznikov".

## Razmah NOB (1944-1945)
Leta 1944 se je partizansko gibanje razširilo na celotno slovensko ozemlje. Od kapitulacije Italije se je partizansko narodnoosvobodilno gibanje dobro razvijalo na Primorskem in v nekdanji Ljubljanski pokrajini, precej slabše pa na Štajerskem in Koroškem. V skupnih akcijah so slovenski partizani sodelovali s hrvaškimi, na nekatera območja, kjer je bilo slovensko partizansko gibanje manj razvito, pa so pošiljali svoje enote za krepitev lokalnih gibanj. Partizani so vdrli v Gorski kotar, kjer so sodelovali s hrvaškimi partizani, z vpadi v Beneško Slovenijo pa so skušali okrepiti tamkajšnje partizansko gibanje.
Pozimi leta 1944 je XIV. divizija odšla na Štajersko, da bi okrepila tamkajšnje partizansko gibanje. Nemško nasilje je namreč še vedno onemogočalo razmah partizanstva. Ker je bila nekdanja meja med italijanskim in nemškim okupacijskim območjem močno zastražena, je divizija odšla na Štajersko prek Hrvaške. Po prihodu na Kozjansko so jo nemške enote ves čas napadale. Na Paškem Kozjaku se je divizija razdelila, saj je del partizanov odšel proti Pohorju, del pa proti Mozirskim planinam. Po prihodu je kljub velikim izgubam začela z mobilizacijo.
Spomladi 1944 so Nemci skupaj z domobranci začeli z ofenzivo na osvobojena ozemlja. Hudi boji so potekali na območju nekdanje Ljubljanske pokrajine in v Slovenskem Primorju. V teh bojih so partizani že uporabljali topništvo.
26. maja 1944 so partizani na področju Hrpelj - Kozine ubili Christiana Wirtha, enega vodilnih organizatorjev holokavsta in genocida nad psihiatričnimi pacienti.
V drugi polovici leta 1944 so se partizani osredotočili na napade na prometne poti proti Italiji in Jadranu. Na Štajerskem so nastala prva manjša osvobojena ozemlja, s partizanskimi akcijami pa so začeli tudi na avstrijskem Koroškem.
Decembra je nemška vojska prenesla težišče ofenzivnih operacij iz Beneške Slovenije na Trnovski gozd in Banjško planoto. Pozimi leta 1944-1945 je partizanom uspelo obraniti večji del osvobojenega ozemlja v Beli krajini in v Kočevskem Rogu, na Štajerskem pa so Nemci zasedli vsa osvobojena ozemlja. Velik uspeh štajerskih partizanov je bila osvoboditev prek 300 zapornikov iz celjskega Starega piskra v noči s 14. na 15. december 1944. 15. decembra so nameravali Nemci 80 zapornikov poslati v Maribor, kjer bi bili ustreljeni kot talci. Zato je v zgodnjih jutranjih urah istega dne šest aktivistov NOB izvedlo osvobodilno akcijo. V Celje so se prebili tako, da sta se dva od njih preoblekla v gestapovca in se pretvarjala, da peljeta s sabo štiri zapornike. Paznik, ki je sodeloval z njimi, jih je spustil v sam zapor. Nato so aktivisti razorožili stražnike in odprli celice. Zaporniki so se razkropili.

## Zaključne operacije in konec vojne (1945)
Do začetka leta 1945 je bila osvobojena večina Jugoslavije. Zaradi umikanja nemških čet iz Grčije in Balkana je za Nemce postalo slovensko ozemlje strateško izredno pomembno. Tako so v začetku leta 1945 na Slovenskem še stopnjevali pritisk na partizane ter nasilje nad civilnim prebivalstvom: represalije so izvajali še zadnji mesec vojne.
Na Slovenskem je bilo prisotnih približno 30.000 partizanov in 135.000 pripadnikov okupatorskih sil. Spomladi 1945 so Nemci napadli slovenske partizane v dveh ofenzivah. Najprej so napadli Gorenjsko zahodno od Save in Cerkljansko, nato Banjško planoto, Čepovansko planoto in Trnovski gozd, temu pa je sledil še napad na Kočevski Rog in Belo krajino. Slovenski partizani so imeli hude izgube in obstajala je nevarnost, da bi bili popolnoma uničeni, vendar so odklonili morebiten umik k IV. armadi in so se še naprej borili v Sloveniji. Nemcem se ofenziva ni posrečila, saj se je jedro slovenske partizanske vojske obdržalo. S 1. marcem 1945 sta bila oba slovenska korpusa priključena IV. armadi na novo poimenovane Jugoslovanske vojske, s čimer je bila samostojna slovenska vojska formalno ukinjena.
Marca 1945 je jugoslovanska vojska že začela napadati na Hrvaškem in v Bosni. 12. aprila je bila prebita sremska fronta. V prvih dneh maja so partizanske enote osvobodile osrednjo Slovenijo. 8. maja je nemška vojska uradno kapitulirala, vendar so na Slovenskem boji potekali še naprej, saj so se tod umikali nemške in kolaborantske enote z Balkana. Nemške enote v Celjski kotlini so partizani obkolili.
Na Koroško je odšla XIV. divizija, kjer so se njene enote razporedile po vsem narodnostnem ozemlju in obkolile nemške enote. Del partizanov je prodrl na Koroško prek Beneške Slovenije. Kokrški odred je 8. maja 1945 vkorakal v Celovec, vendar se je moral po prihodu britanskih čet na njihov pritisk umakniti.
Poveljnik nemških enot v jugovzhodni Evropi general Alexander Löhr se je 9. maja v Topolšici pri Šoštanju formalno predal partizanom. V jutranjih urah istega dne so se Nemci umaknili iz Maribora, vendar je tam še nekaj dni vladalo vojno stanje. Prav tako so isti dan v Ljubljano vkorakale enote VII. korpusa in XXIX. hercegovske divizije.

### Prekmurje
Januarja 1945 je bila ustanovljena Prekmurska brigada, ki je marca odšla v Porabje in se spopadla z madžarskimi orožniki. 3. aprila 1945 so predhodnice Rdeče armade skupaj s Prekmursko brigado vkorakale v Mursko Soboto. Kmalu zatem je bilo osvobojeno celotno Prekmurje. Civilno oblast je vzpostavila delegacija Slovenskega narodnoosvobodilnega sveta. Rdeča armada je nato nadaljevala ofenzivo proti Avstriji.

### Primorska
Aprila je 4. armada jugoslovanske vojske začela prodirati po jugoslovanskih otokih, Gorskem Kotarju in Istri. V bojih je sodelovalo tudi okoli 35.000 pripadnikov prekomorskih brigad, sestavljenih iz jugoslovanskih izgnancev, vojnih ujetnikov, nekdanjih italijanskih vojakov in internirancev. Zaradi svojega znanja so imeli pomembno vlogo v mornarici, v tankovskih enotah ter letalstvu, zaradi številčnosti pa tudi v pehoti. 23. aprila sta se partizanom pri Ilirski Bistrici predali dve diviziji nemške vojske. S tem je bila odprta pot naprej na Primorsko in do Trsta. Isti čas so zahodni zavezniki prodirali proti Sloveniji iz Italije.
28. aprila sta slovensko in italijansko protifašistično gibanje sprožili vstajo v Trstu, ki ga je vodila ilegalna slovenska komanda mesta. Do 1. maja so enote IX. korpusa in IV. armade osvobodile Primorsko, zasedle so tudi Gorico in prodrle v Beneško Slovenijo. Skupaj s tržaškimi vstajniki so osvobodile tudi večino Trsta. Trst so nazadnje dosegle še britanske vojaške enote. Na pritisk jugoslovanskih častnikov sta se ob koncu spopadov v Trstu dve od treh sovražnih posadk predali Jugoslovanom in ne Britancem. V Vojnem muzeju v Washingtonu je častno izobešen prapor IX. korpusa kot enega od zmagovitih zavezniških armad druge svetovne vojne.
Partizani so se morali nazadnje na pritisk zahodnih zaveznikov 16. maja umakniti iz Beneške Slovenije, 12. junija pa za demarkacijsko Morganovo linijo. Vseeno je bila hitra jugoslovanska zasedba Primorske še pred prihodom zahodnih zaveznikov ključni dejavnik za to, da je večina teh ozemelj kasneje pripadla Jugoslaviji. Končna določitev meje med Italijo in Jugoslavijo je bila sprejeta komaj leta 1975 z Osimskimi sporazumi.

### Zadnja dejanja protikomunističnega tabora in konec vojne
Slovenska zaveza ni priznavala sporazuma Tito-Šubašić. Domobranci se kljub pozivom jugoslovanske vlade v izgnanstvu (denimo Alojza Kuharja, slovenskega predstavnika SLS v Londonu, preko radia BBC) in kljub amnestijam, ki so jim jih ponujali partizani, niso želeli podrediti partizanski vojski in so nadaljevali s kolaboracijo. Kolaboracionisti na Hrvaškem (npr. domobrani) in drugih kolaboranti so sprejemali amnestije ter množično prestopali v partizane, ali pa so se enostavno prenehali boriti.
30. januarja 1945 je bila prirejena še ena slovesna domobranska prisega Hitlerju in SS-u. Rupnik in škof Rožman sta marca 1945 Anteju Paveliću, vodji ustašev, predlagala vojaško in politično zavezo za nadaljnjo borbo proti partizanom. Zanjo bi skušali doseči priznanje zahodnih zaveznikov. Vendar so ti načrti propadli.
3. maja so predstavniki Slovenske zaveze v Taborski deklaraciji pozdravili prihajajočo osvoboditev in ponovno vzpostavitev Kraljevine Jugoslavije. Domobrance so preimenovali v Slovensko narodno vojsko ter jih razglasili za osvoboditelje in jim naročili da se povlečejo v Avstrijo.
Partizane so neuspešno pozvali, naj se prenehajo boriti. Ob njihovem napredovanju so se kolaboracionisti z mnogimi spremljajočimi civilisti skupaj z nemškimi vojaškimi enotami umikali v Furlanijo in na Koroško. Na Koroško sta pobegnila tudi Rupnik in škof Rožman. Umik je bil prikazan kot začasni strateški manever: mnogi begunci so verjeli, da bodo zahodni zavezniki napadli komunistične sile in bodo kolaboracioniste sprejeli med svoje enote.
Domobranci so se nadaljevali boriti po kapitulaciji Nemčije, 9. maja 1945. 11. maja so domobranci s pomočjo nacistične artilerije napadli partizansko Bračičevo brigado pri Borovljah na avstrijskem Koroškem ter pobili 180 partizanov. 14. maja se je domobranska vojska pri Vetrinju formalno predala Britancem. Zaradi strahu pred izročitvijo partizanom je še 15. maja izbruhnila bitka pri Poljani (na Koroškem), poslednja bitka druge svetovne vojne na Slovenskem in v Evropi. Z njo je bilo druge svetovne vojne v Evropi tudi neuradno konec.

## Povojno dogajanje
Osvoboditev in zmaga zavezniških sil sta na Slovenskem povzročili val navdušenja. Slovenske partizane so sprejemali s cvetjem, godbami in proslavami.

### Komunistični prevzem oblasti
5. maja 1945 je bila v Ajdovščini ustanovljena Narodna vlada Slovenije, ki je v funkciji vlade nadomestila predsedstvo SNOS. Njen predsednik je postal Boris Kidrič, njeni člani pa so izhajali iz vrst OF. 10. maja se je vlada preselila v Ljubljano. Po vojni je hitro potekal proces centralizacije: slovenski organi oblasti so postajali vedno bolj podrejeni zveznim.
Po vojni je v Sloveniji skušala obnoviti dejavnost le liberalno usmerjena politična skupina Stara pravda. Po izstopu iz OF se ni povezovala z drugimi strankami in skupinami, ki so sodelovale z okupatorjem. Nove oblasti so proti članom skupine organizirale tako imenovani Nagodetov sodni proces, na katerem so jih obsodili na visoke zaporne kazni, samega Nagodeta pa na smrt. Tako je bil obračun s politično opozicijo v Sloveniji končan. Na volitvah 11. novembra 1945 je z veliko premočjo zmagala OF, na podlagi volilnih rezultatov pa je bila 29. novembra 1945 razglašena Federativna ljudska republika Jugoslavija.

### Povojni izvensodni poboji, obračun s kolaboracijo in sojenja
Po vojni je nova komunistična oblast izvršila izvensodne poboje številnih oboroženih pripadnikov sil osi ter kolaboracionističnih enot (domobrancev, ustašev, Nemcev) in tudi politično nezaželenih civilistov, večinoma brez rednega sodnega postopka.
Med 27. in 31. majem je britanska vojska pod pretvezo, da jih pelje v Italijo, 11.700 beguncev, ki so se umaknili na Koroško vrnila v Jugoslavijo. Tam so komunisti z njimi obračunali. Vida Deželak Barič ocenjuje da je po vojni bilo 13.781 izvensodno pobitih, od katerih so ogromna večina bili domobranci (11.616), ter pripadniki drugih vojaških enot (četniki, policijski varnosti zbor, člani nemških enot, itd). Civilistov je bilo 1403, ali 10%. Med civiliste je štela tudi 529 povojnih žrtev iz nemške manjšine, za katere pravi da so vglavnem bili člani Kulturbunda in drugih folksdojčerskih organizacij ki so sodelovale v represijah nad Slovenci.
Trupla so bila zagrebena v neoznačenih množičnih grobiščih. Mladoletne so komunisti načeloma izpuščali, manjši del zajetih pa so poslali na prisilno delo ali v zapore. Za obračun z nasprotniki so komunisti postavili koncentracijsko taborišče v Teharjah.
V Ljubljani so bili obsojeni in usmrčeni nekateri nacistični in kolaboracionistični vojni zločinci, mdr. Leon Rupnik, Erwin Rösener, Friedrich Rainer, Ernest Peterlin, ki so bili ekstradirani s Koroške. Vojni zločinec Odilo Globocnik je na Koroškem storil samomor s cianidom. V Ljubljani so bili obsojeni in usmrčeni tudi Ludwig Kübler, Hans von Hößlin, Josef Vogt in Lovro Hacin. Nad nekaterimi obsojenci smrtne obsodbe še dolgo niso izvedli, saj so jih uporabljali kot obveščevalce.

## Žrtve in posledice
Slovenijo je vojna hudo prizadela. Od ljudi, ki so imeli v tem obdobju na Slovenskem rezidenčno pravico, jih je med drugo svetovno vojno in neposredno po njej umrlo 100015 ali več kot 6,3 % celotnega prebivalstva. To Slovenijo po deležu žrtev uvršča na tretje mesto na svetu (za Poljsko in Sovjetsko zvezo).
Med vojno je bilo okoli 84.000 slovenskih žrtev, od katerih so partizani povzročili 6.700  ali 8% vseh medvojnih žrtev, okupatorji in njihovi domači sodelavci so pa povzročili 90% medvojnih žrtev, Od teh, nemški okupator, je povzročil 31.700, in ko k temu dodamo okoli 10.400 slovenskih žrtev med prisilno mobiliziranci v nemško vojsko, se število nemških žrtev povzpne na okoli 42.000. Italijanske oblasti v Ljubljanski pokrajini in na Primorskem so zakrivile smrt okoli 6.200 Slovencev, in ko k temu dodamo čez 1.300 prisilno mobiliziranih slovenskih žrtev v italijanski vojski, se število poveča na čez 7.500. Slovenski sodelavaci okupatorja so sami in v sodelovanju z okupatorjem povzročili čez 6.000 slovenskih žrtev, toda to ne vključuje dodatne usmrčene, umrle v taboriščih, ali streljani kot talci, potem ko so jih slovenski kolaboranti ovadili ali izročili okupatorju.
Po podatkih iz 2012 se slovenskim partizanom, njihovi Varnostno-obveščevalni službi, Jugoslovanski armadi in ostalim komunističnim akterjem se pripisuje okoli 24.000 smrti Slovencev. Od tega naj bi bilo v času vojne okoli 6.000 pripadnikov slovenskih protirevolucionarnih oboroženih enot in 3.962 žrtev, ki so bili zanesljivo civilisti. V povojnih pobojih je bilo ubitih nekaj čez 12.000 ujetih pripadnikov oboroženih enot, med njimi 11.700 domobrancev, 160 policistov Ljubljanske pokrajine, 150 slovenskih četnikov, 20 mobilizirancev v nemško vojsko. Pobitih civilistov je bilo čez 2.400.

### Žrtve po statusu
Vida Deželak-Barić navaja sledeče slovenske žrtve po statusu:
| Število žrtev | Odstotek v skupnem številu slovenskih žrtev | Status žrtev                                                                                         |
| ------------- | ------------------------------------------- | --- |
| 33.386        | 34,15 %                                     | Partizani, aktivisti OF in drugi sodelavci partizanskega gibanja                                     |
| 23.412        | 23,95 %                                     | Civilisti                                                                                            |
| 15.276        | 15,62 %                                     | Domobranci, vaški stražarji, slovenski četniki in ostali kolaboranti                                 |
| 12.380        | 12,66%                                      | Slovenci prisilno mobilizirani v okupatorske vojske (predvsem v nemško, mnogi padli na Ruski fronti. |
| 11.952        | 12,22 %                                     | Neugotovljeno                                                                                        |
| 1.339         | 1,36 %                                      | Ostalo                                                                                               |
| 97.744        | 100 %                                       | SKUPNO                                                                                               |

Struktura civilnih žrtev
Tadeja Tominšek Rihtar in Mojca Šorn sta raziskovali civilne žrtve bolj podrobno, po povzročitelju in načinu smrti, ter ustanovili sledeče:
| Število civilnih žrtev | Odstotek vseh civilnih žrtev | Povzročitelj in način smrti                                         |
| ---------------------- | ---------------------------- | ------------------------------------------------------------------- |
| 11.841                 |                              | Okupatorji - Koncentracijska taborišča, izgnanstvo in prisilno delo |
| 4.821                  |                              | Okupatorji - Talci in v zaporih                                     |
| 7.614                  |                              | Okupatorji in kolaboranti - Vojne hajke                             |
| 1.000                  |                              | Kolaboranti - Samostojne akcije                                     |
| 23.281                 | 80.0 %                       | Skupne civilne žrtve okupatorja in kolaborantov                     |
| 3.528                  |                              | Partizani - med vojno                                               |
| 1.043                  |                              | Partizani - po vojni                                                |
| 4,571                  | 15.7 %                       | Skupne civilne žrtve partizanov                                     |
| 1.259                  | 4.3 %                        | Zaveznki - bombardiranja                                            |
| 29.111                 | 100 %                        | SKUPNO                                                              |

### Žrtve po povzročitelju
Raziskavi Javne agencije za raziskovalno dejavnost RS in Inštituta za novejšo zgodovino prikazujeta naslednjo sliko povzročiteljev slovenskih vojnih in povojnih žrtev:
| Povzročitelj smrti                                                                                              | Število žrtev | Odstotek v skupnem številu slovenskih žrtev |
| --- | ------------- | ------------------------------------------- |
| Nemške okupacijske enote (Wehrmacht, Gestapo, SS)                                                               | 31.054        | 31,77 %                                     |
| Enote NOB (slovenski partizani, VOS, JA, OZNA)                                                                  | 24.135        | 24,69 %                                     |
| Italijanske okupacijske enote                                                                                   | 6.073         | 6,21 %                                      |
| Protikomunistične enote (slovensko domobranstvo, vaške straže, gorenjsko domobranstvo, SNVZ, slovenski četniki) | 5.763         | 5,90 %                                      |
| Rdeča armada (večinoma slovenski mobiliziranci v Wehrmacht, padli na ruski fronti)                              | 5.141         | 5,26 %                                      |
| Zavezniške vojaške enote                                                                                        | 1.892         | 1,94 %                                      |
| Hrvaške okupacijske enote                                                                                       | 811           | 0,83 %                                      |
| Madžarske okupacijske enote                                                                                     | 199           | 0,20 %                                      |
| Ostalo | 2.150         | 2,20 %                                      |
| Neugotovljeno                                                                                                   | 20.526        | 21,00 %                                     |
| SKUPNO | 97.744        | 100 %                                       |

Število civilnih žrtev je blizu 22.000, število žrtev neugotovljenega statusa pa dobrih 12.000 ljudi – v večini primerov gre najbrž za civiliste, kolikšen je njihov delež, je pa zelo težko reči. Zato je podatek »blizu 22.000« lahko samo spodnja meja vseh slovenskih civilnih izgub v drugi svetovni vojni in neposredno po njej.

### Žrtve po letih in povzročitelju
Vida Deželak-Barić navaja slovenske žrtve po letu vojne in povzročitelju sledeče:
| Leto | Število žrtev | Povzročitelji |
| ---- | ------------- | --- |
| 1941 | 2.600         | skoraj izključno okupator |
| 1942 | 11.000        | 10.200 okupatorji in sodelavci; 800 partizani |
| 1943 | 16.600        | 7.700 žrtev utrpeli partizani; 4500 civilisti; 1000 kolaboracionistične enote (večinoma četniki in vaški stražarji) |
| 1944 | 27.000        | partizani odgovorni za 2.700, ali 10% žrtev, za ostalih 90% žrtev so odgovorni okupator in domači sodelavci. Partizanske enote in aktivisti so imeli 12.400 žrtev, oborožena protirevolucija čez 1.000, med civilnim prebivalstvom pa je bilo okoli 5.500 žrtev. |
| 1945 | 34.000        | okoli 20.000 pred koncem vojne, ter 14.000 po vojni. Med temi žrtvami je bilo 8.200 partizanov in sodelavcev, več kot 6.200 civilistov in 13.000 kolaboracionistov.                                                                                              |

### Družbene posledice
Številna naselja so bila poškodovana, mnoga popolnoma uničena, nekatera so požgali okupatorji, nekatera so bombardirali zavezniki (Jesenice, Maribor), zato je bila obnova po vojni prva naloga novih oblasti. Na osvobojenem ozemlju se je obnova začela že med vojno, potekala pa je v vsesplošnem pomanjkanju mehanizacije, zato so delali s krampom in lopato. Ker je delo pri obnovi postalo državljanska dolžnost, ni bilo plačano, zanj pa so mobilizirali ljudi vseh slojev, poklicev in starosti.
Vojna je vse ljudi prisilila, da so se opredelili za eno ali drugo stran. Umetniki, ki so med vojno kršili kulturni molk, so bili pri delu ovirani ali zamolčani, nekatere so postavili celo pred sodišče narodne časti. Povsem pa je bilo prezrto delo tistih, ki so se opredelili proti komunizmu, so med vojno padli (Balantič), bili po vojni ubiti ali pa so zbežali v tujino.
Za Slovence je vojna vendarle pomenila priložnost ponovne ozemeljske združitve. Ves čas vojne je bila združitev eden od pomembnih ciljev NOG (Narodnoosvobodilnega gibanja), vendar so to ovirali: povojno centralistično vladanje KPJ, spor s SZ in nasprotovanje zahodnih sil. Kljub temu je razvoj NOG omogočil vključitev večjega dela Primorske v matično državo (Slovenija je pridobila del istrske obale, Italiji pa so bile dodeljene nekatere pretežno ali skoraj izključno s Slovenci naseljene občine: Števerjan, Sovodnje, Doberdob, Devin-Nabrežina, Zgonik, Repentabor in Dolina).